# Andretti Global
Andretti Global è una scuderia automobilistica statunitense di proprietà di 5 soci, tra cui l'ex pilota di Formula 1 Michael Andretti, che gareggia nella IndyCar Series e nei campionati di Formula E, Extreme E, Indy NXT, oltre che nell'IMSA e nel Campionato Supercars australiano in collaborazione con altri team.
In passato ha gareggiato anche nella A1 Grand Prix, nella American Le Mans Series e nel Global Rallycross; in totale la squadra si è aggiudicata 18 campionati piloti tra tutte le categorie in cui ha corso.
Il team è stato fondato come Forsythe/Green Racing da Gerald Forsythe e Barry Green nel 1993, ed era conosciuto per la maggior parte dei suoi primi anni come Team Green, gareggiando nella CART sotto il controllo di Green e di suo fratello Kim. Il campione CART del 1991 Michael Andretti acquistò una partecipazione nella squadra nel 2002, ribattezzandola Andretti Green Racing e passando alla Indy Racing League dalla stagione 2003. Dal 2010 il nome della squadra è diventato Andretti Autosport, dopo che Andretti ne aveva preso il pieno controllo. A seguito di una ristrutturazione durante la stagione 2023, il team è stato rinominato Andretti Global in rispetto alla nuova società madre del team, formata nel 2022 da Andretti e dall'uomo d'affari Dan Towriss per perseguire un ingresso in Formula 1.
Il palmarès della squadra comprende sei vittorie nella 500 Miglia di Indianapolis (1995, 2005, 2007, 2014, 2016, 2017), il campionato CART del 1995 e quattro campionati IndyCar (2004, 2005, 2007, 2012). La squadra inoltre ha vinto il campionato Indy Lights nel 2008, 2009, 2018, 2019 e 2021. In Formula E, di cui fa parte sin dalla formazione della serie, ha vinto il campionato piloti 2022-23 con Jake Dennis. 

## Storia

### Corse americane

#### CART
La squadra viene fondata nel 1993 da Barry Green e Gerald Forsythe come Forsythe/Green Racing. Forsythe aveva già preso parte alla CART all'inizio degli anni '80 con un suo team, denominato Forsythe Racing, e aveva ottenuto un moderato successo.
La nuova squadra schiera due auto nell'Atlantic Championship per Claude Bourbonnais e Jacques Villeneuve durante la stagione 1993. Nel 1994 la squadra sale di categoria e passa alla CART schierando una sola auto, con Villeneuve come pilota. Il canadese ottiene il secondo posto alla 500 Miglia di Indianapolis del 1994 e vince una gara verso la fine della stagione a Road America.

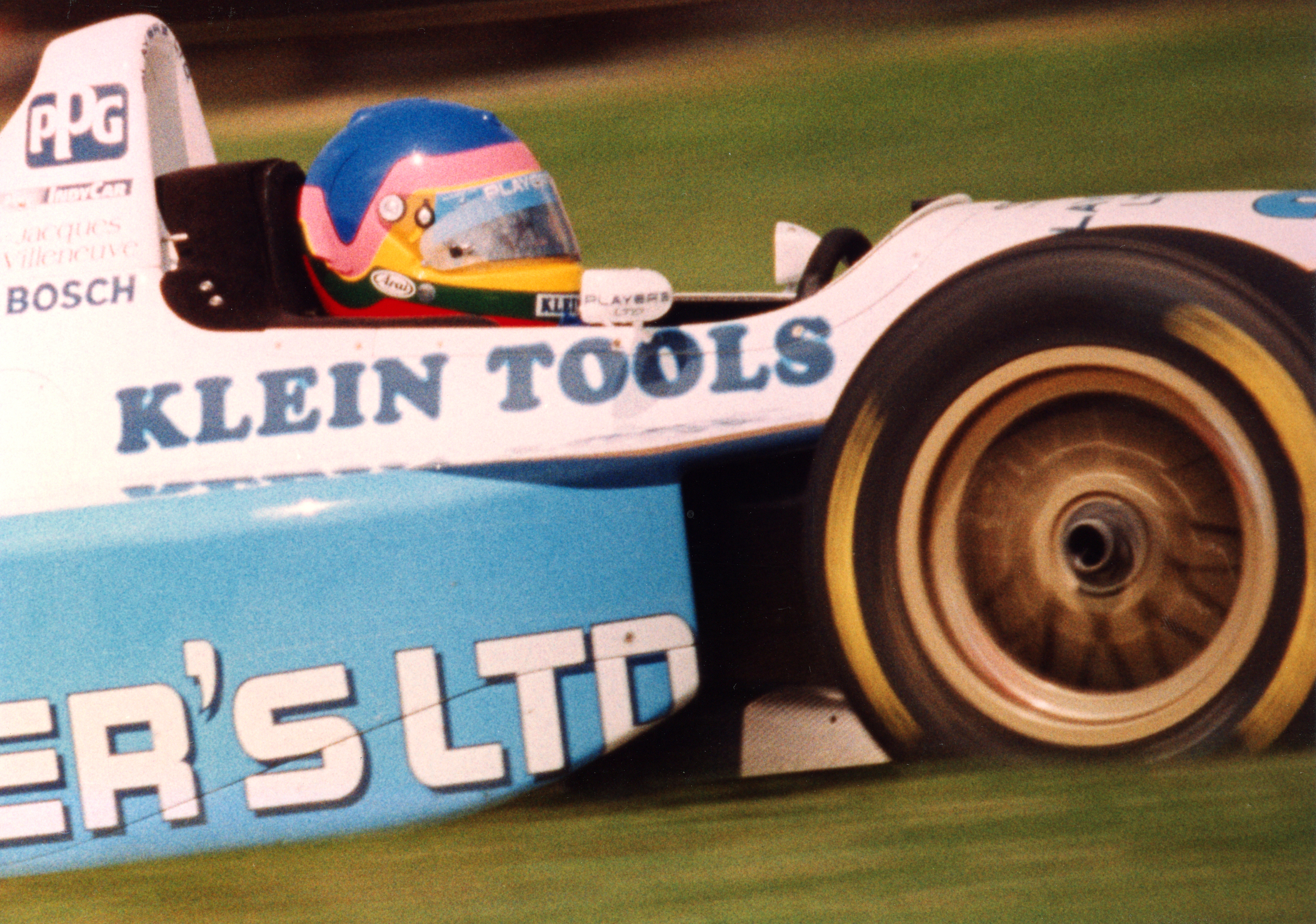
Jacques Villeneuve nel 1995

Nel 1995 Green e Forsythe si separano e Barry Green ribattezza la squadra Team Green, con suo fratello Kim Green che si unisce come team manager. La squadra vince la 500 Miglia di Indianapolis e il campionato CART del 1995 con Jacques Villeneuve, che l'anno successivo passa in Formula 1.
Il 1996 è l'anno dello split (la "scissione") tra CART e Indy Racing League (IRL), con il team che rimane nella CART. Per ragioni di sponsorizzazione la squadra diventa nota per una stagione come Brahma Sports Team, con il pilota Raul Boesel. Nel 1997 il sedile va a Parker Johnstone e il marchio di sigarette KOOL diventa lo sponsor principale. La squadra diventa nota come Team KOOL Green e nel 1998 passa a schierare due auto, con l'esperto Paul Tracy e l'astro nascente Dario Franchitti. I due rimangono come compagni di squadra per cinque stagioni.
Nel 2001 Michael Andretti si unisce all'organizzazione con un team satellite guidato da Kim Green, noto come Team Motorola. Oltre a correre nella CART, Andretti partecipa alla 500 Miglia di Indianapolis del 2001, che fa parte del campionato IRL. Sia Andretti che Green gareggiano così a Indianapolis per la prima volta dopo un'assenza di cinque anni, causata della "scissione" dei due campionati a ruote scoperte americani. 

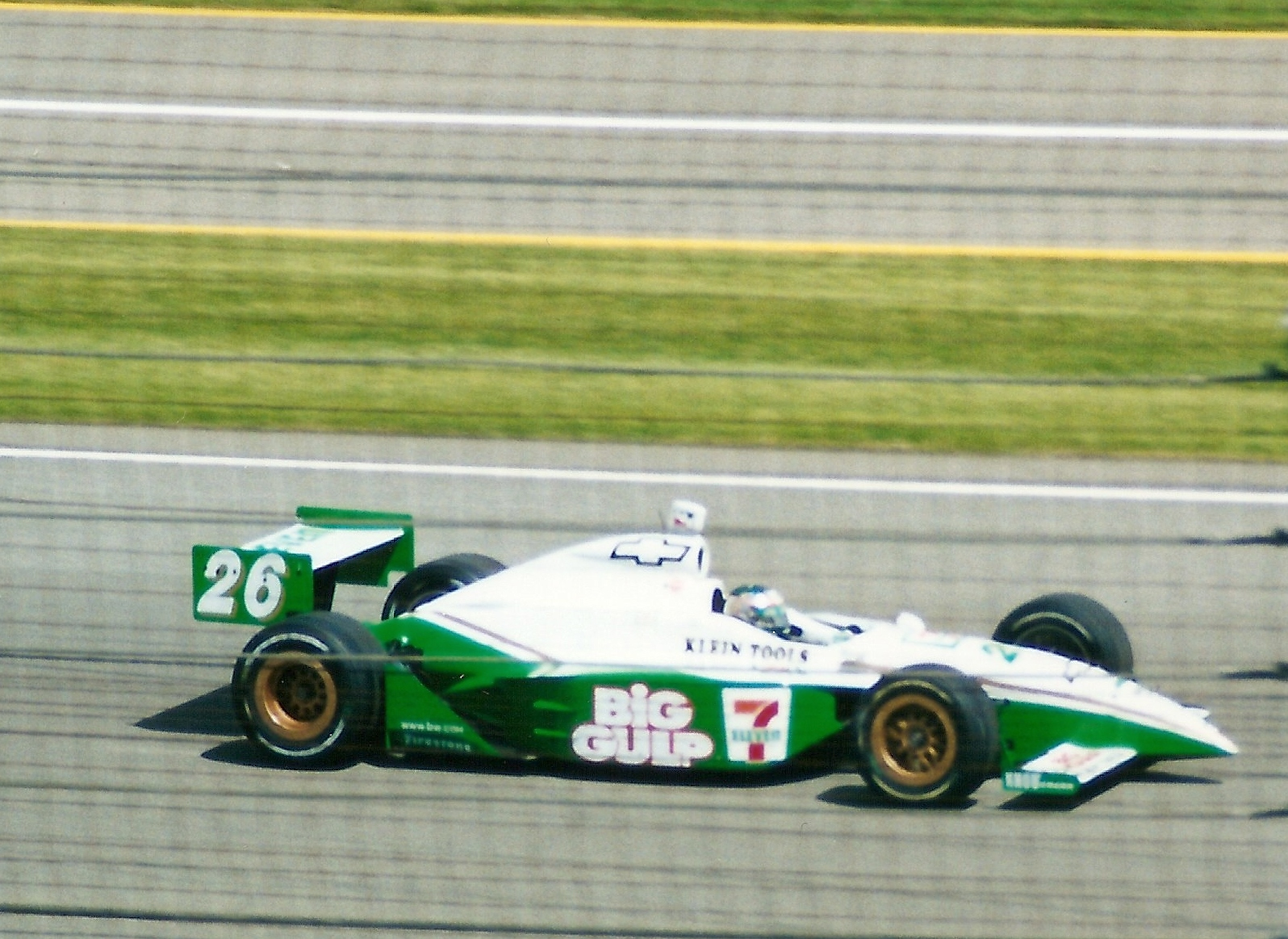
Paul Tracy nella 500 Miglia di Indianapolis 2002

Nel 2002, a Long Beach, Andretti ottiene la sua ultima vittoria da pilota. Durante la stagione la squadra passa dal telaio Reynard al telaio Lola a causa dei problemi finanziari della prima. Quell'anno anche Tracy e Franchitti si uniscono ad Andretti per correre alla 500 Miglia di Indianapolis. Tracy si classifica secondo dopo un finale di gara molto controverso. La squadra contesta il risultato e un lungo processo di appello si trascina fino all'estate. Alla fine Green perde l'appello, con grande delusione e notevoli spese.

#### IndyCar Series

##### Andretti Green Racing
Dopo che sono emersi grossi problemi nella CART, Michael Andretti, che aveva acquistato una partecipazione di maggioranza nella squadra, nel 2003 iscrive il team, ribattezzato Andretti Green Racing, alla rivale Indy Racing League (ora IndyCar Series). Paul Tracy lascia la squadra per rimanere nella CART, con Tony Kanaan che prende il suo posto e si unisce a Dario Franchitti e Michael Andretti. Quest'ultimo si ritira dalle corse dopo la 500 Miglia di Indianapolis 2003, e il suo posto viene preso da Dan Wheldon.
A partire dal 2004 Andretti Green Racing schiera quattro vetture, con Bryan Herta al volante dell'auto aggiuntiva. Nella gara di Saint Petersburg del 2005 i quattro piloti del team concludono nelle prime quattro posizioni, con Wheldon vincitore davanti a Kanaan, Franchitti e Herta. Il team vince con Kanaan e Wheldon due campionati IndyCar consecutivi, nel 2004 e nel 2005, con Wheldon che vince anche la 500 Miglia di Indianapolis del 2005.

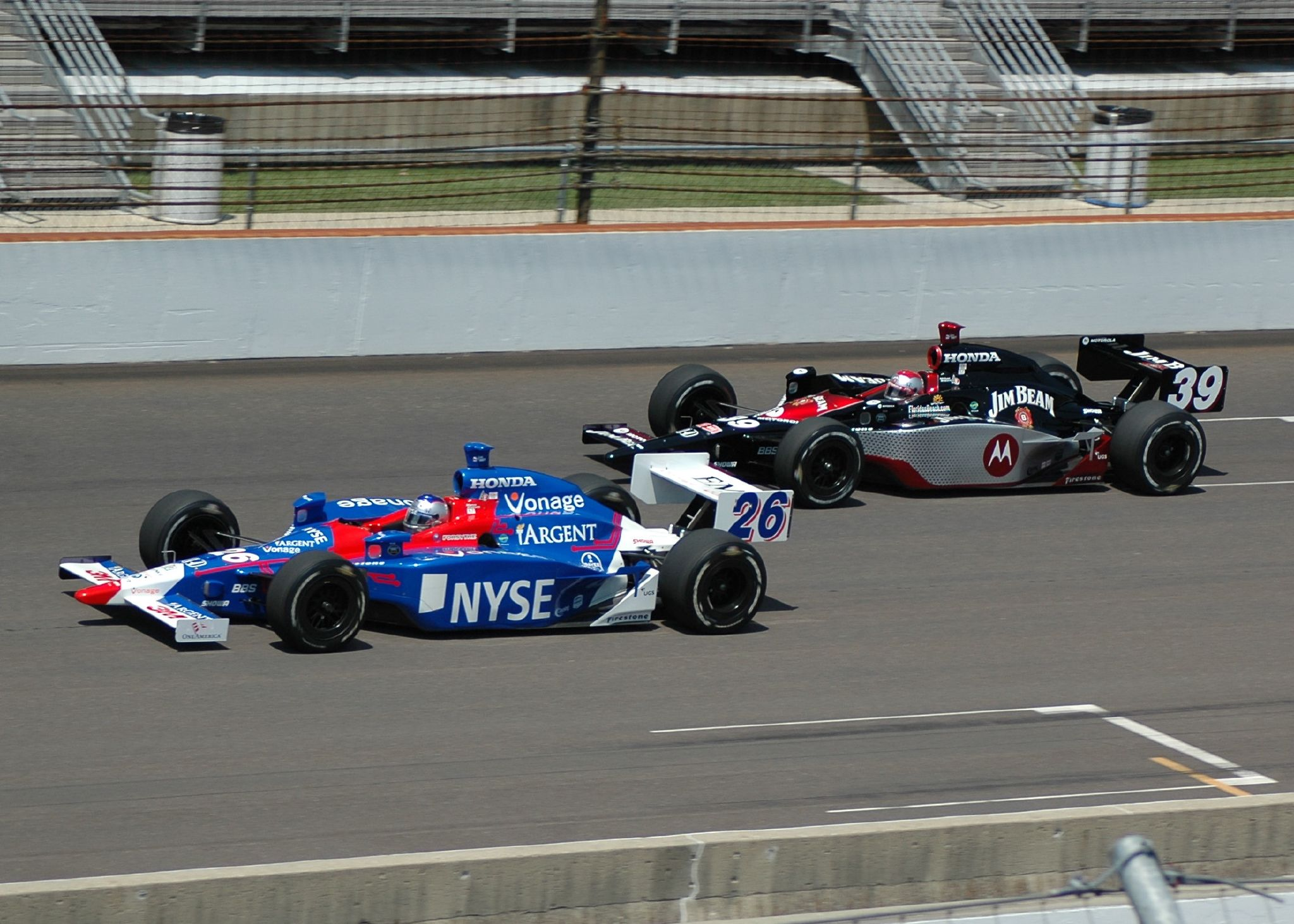
Marco e Michael Andretti a Indianapolis nel 2007

Nel 2006 Wheldon passa al team Chip Ganassi Racing e viene sostituito dal figlio di Michael, Marco Andretti. Michael Andretti torna in pista per qualificarsi per la 500 Miglia di Indianapolis del 2006, per poter correre con suo figlio. Gli Andretti arrivano secondo e terzo nella 500 Miglia, con Marco che viene superato poco prima del traguardo da Sam Hornish Jr., che vince con il secondo minor distacco nella storia della gara. Dal 2001 al 2010 la squadra vede almeno uno dei suoi piloti finire tra i primi tre ad Indianapolis.
Nel 2007 al posto di Herta viene ingaggiata Danica Patrick. Quell'anno Dario Franchitti vince sia la 500 Miglia di Indianapolis che il campionato e poi annuncia che lascerà la squadra per intraprendere una carriera a tempo pieno nella NASCAR Sprint Cup con Chip Ganassi Racing. Come suo sostituto viene annunciato il giapponese Hideki Mutoh, arrivato secondo nella stagione 2007 della Indy Pro Series.

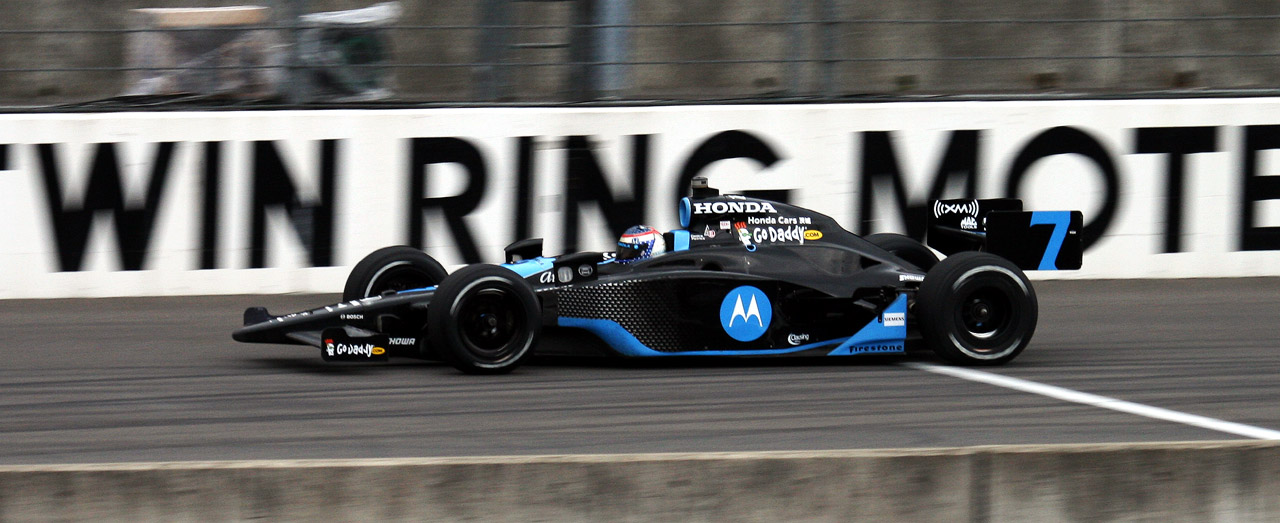
Danica Patrick a Motegi nel 2008

Nel 2008 Danica Patrick vince sull'ovale di Motegi, diventando la prima donna a vincere una gara in IndyCar, e più in generale nelle corse automobilistiche a ruote scoperte di alto livello.
La formazione di piloti del 2008 rimane la stessa nel 2009. Tuttavia, per la prima volta dall'ingresso a tempo pieno nella categoria nel 2003, la squadra non riesce a vincere neanche una gara. Danica Patrick è la migliore classificata del team concludendo la stagione in quinta posizione, mentre Kanaan arriva sesto, con tre podi.

##### Andretti Autosport
Il 24 novembre 2009 Andretti Green Racing annuncia che la ristrutturazione della squadra è completata e la squadra sarà ribattezzata Andretti Autosport, con Michael Andretti come unico proprietario.
2010
Il 4 gennaio 2010 viene annunciato che Ryan Hunter-Reay si unirà alla squadra, in sostituzione di Hideki Mutoh. Hunter-Reay consegna alla squadra la prima vittoria dal 2008 vincendo a Long Beach. Kanaan ottiene la seconda vittoria stagionale della squadra in Iowa. Kanaan e Hunter-Reay sono i migliori piloti della squadra nella classifica finale, concludendo rispettivamente 6º e 7º.
Dopo la stagione 2010 il veterano Tony Kanaan è rilasciato dalla squadra a causa della mancanza di sponsorizzazione; al suo posto arriva Mike Conway. Viene annunciato che gli altri tre piloti della squadra (Hunter-Reay, Marco Andretti e Danica Patrick) rimarranno per la stagione 2011. 
2011
La stagione 2011 segna un ritorno nel circolo della vittoria per Andretti Autosport, con Mike Conway che vince a Long Beach, Marco Andretti che pone fine a un personale periodo senza vittorie di 79 gare con la sua seconda vittoria in carriera in Iowa, e Ryan Hunter-Reay che vince nel New Hampshire. Disastrosa è invece la 500 Miglia di Indianapolis: Mike Conway non riesce a qualificarsi e Marco Andretti è costretto a eliminare il compagno di squadra Ryan Hunter-Reay dall'ultimo posto in griglia, costringendo Michael Andretti ad acquistare il posto già qualificato del pilota della A.J. Foyt Enterprises Bruno Junqueira per soddisfare gli impegni di sponsorizzazione di Hunter-Reay.
Nell'agosto 2011 Danica Patrick annuncia la sua partenza dalla IndyCar Series per trasferirsi alla NASCAR dalla stagione 2012.
Al termine della stagione 2011 Dan Wheldon avrebbe dovuto firmare un contratto per tornare nella squadra nel 2012 con l'auto lasciata libera dalla Patrick. Wheldon però perde la vita in seguito ad un grave incidente nella gara conclusiva della stagione sul circuito ovale di Las Vegas. A gennaio viene annunciato che il suo posto sarà preso da James Hinchcliffe, il debuttante dell'anno del 2011.
2012

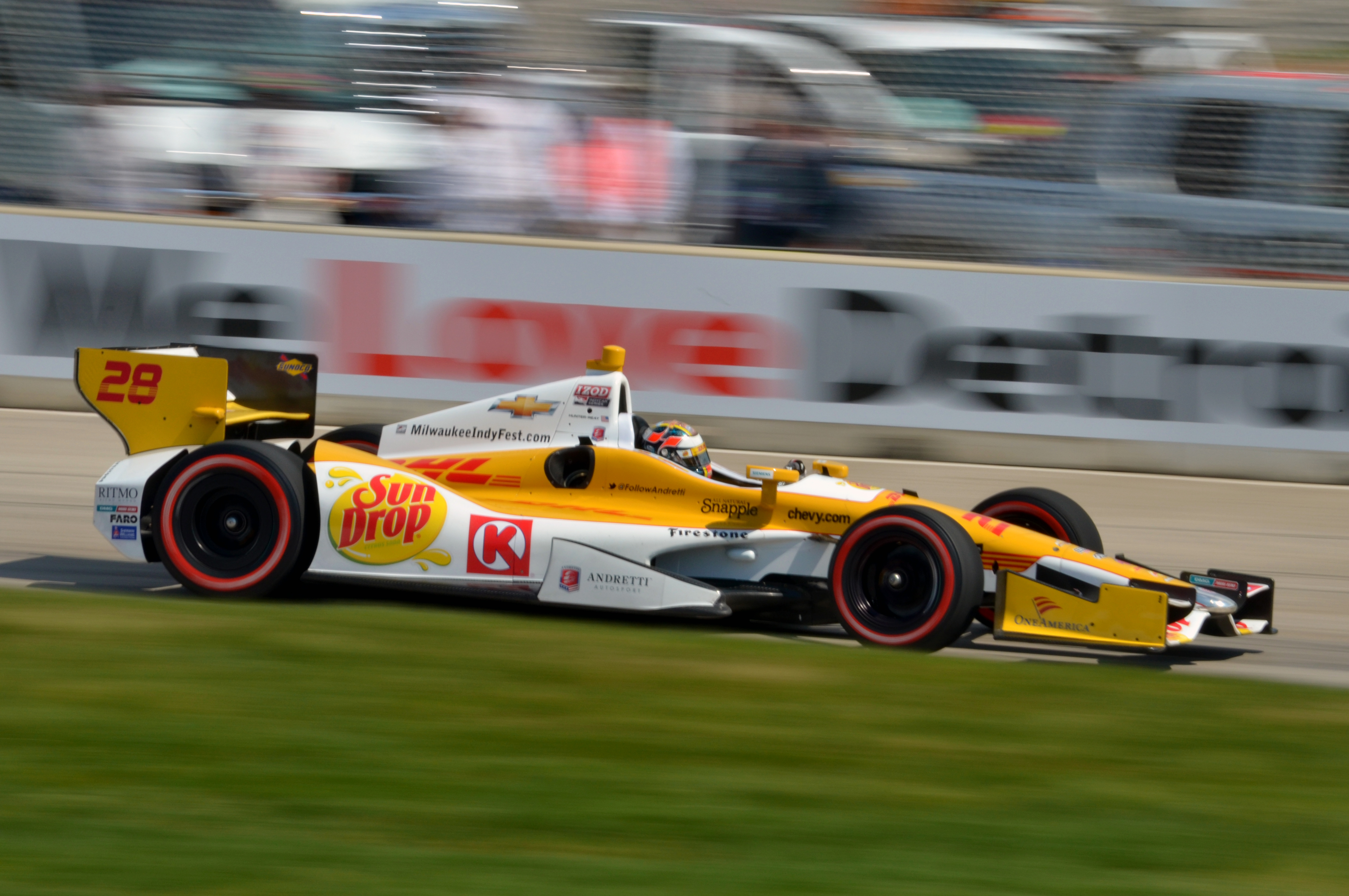
Ryan Hunter-Reay a Detroit nel 2012

Mike Conway non è confermato per la stagione 2012, lasciando la squadra con tre vetture a tempo pieno. Altri due piloti, Sebastián Saavedra e Ana Beatriz, sono ingaggiati rispettivamente per tre e due gare, inclusa la 500 Miglia di Indianapolis. Poiché la Honda non è più l'unico fornitore di motori per la serie, viene raggiunto un accordo con Chevrolet per fornire motori al team. 
I tre piloti del team si qualificano secondo, terzo e quarto per la 500 Miglia; tuttavia, la gara si rivela una delusione, con il solo Hinchcliffe che completa tutti i 200 giri, finendo sesto. L'ottava gara della stagione, al Milwaukee Mile, è vinta da Ryan Hunter-Reay, al suo terzo podio dell'anno. Hunter-Reay riesce a vincere in totale tre gare di fila, aggiungendo le vittorie in Iowa e a Toronto. Una quarta vittoria nella penultima gara della stagione a Baltimora lascia Hunter-Reay come unico avversario di Will Power per la vittoria del campionato. Power, il cui titolo sembrava inevitabile dopo aver dominato nei circuiti stradali e cittadini all'inizio della stagione, ha ancora 17 punti di vantaggio. Al 55º giro dell'ultima gara della stagione a Fontana, mentre Power e Hunter-Reay sono fianco a fianco, Power va in testacoda, mancando di poco la vettura di Hunter-Reay, e va a sbattere contro il muro esterno. Hunter-Reay conclude quarto vincendo così il campionato.
2013
I tre piloti principali del team (Marco Andretti, Ryan Hunter-Reay e James Hinchcliffe) sono confermati tutti per il 2013. Inoltre è aggiunta una quarta vettura per E. J. Viso, in collaborazione con HVM Racing. Anche l'esordiente Carlos Muñoz guiderà per il team alla 500 Miglia di Indianapolis.
La stagione inizia alla grande con Hinchcliffe che vince la prima gara della stagione a Saint Petersburg, ottenendo la sua prima vittoria in IndyCar. Nella seconda gara, in Alabama, Hinchcliffe subisce un guasto, mentre il compagno di squadra Hunter-Reay va a vincere portando la squadra a due su due. La serie di vittorie consecutive si interrompe nella terza prova, in cui sia Hinchcliffe che Hunter-Reay sono protagonisti di incidenti. La stagione sarà caratterizzata da alti e bassi per la squadra. Hinchcliffe vince altre due gare, ma una serie di problemi meccanici lo vedono concludere l'anno ottavo. Hunter-Reay ha una stagione simile, vincendo due gare ma terminando la stagione con un deludente settimo posto dopo il titolo del 2012. Al contrario, Andretti rimane vicino alla vetta della classifica per gran parte della stagione dopo aver iniziato finendo non peggio di 7º in sette delle prime otto gare, ma dopo due iniziali terzi posti, non vede il podio per il resto dell'anno e conclude la stagione al quinto posto. Viso, arrivato in squadra con la reputazione di essere propenso agli incidenti, mostra lampi di successo, incluso un quarto posto a Milwaukee, ma ottiene solo due piazzamenti tra i primi dieci, un 5º e un 9º posto, nelle sue ultime otto gare, prima di saltare l'ultimo appuntamento stagionale dichiarando di avere un'intossicazione alimentare. Viene sostituito per la gara da Carlos Muñoz. Quest'ultimo aveva regalato emozioni alla squadra nella 500 Miglia di Indianapolis, conquistando il secondo posto alla sua prima partenza in assoluto nella IndyCar.
2014

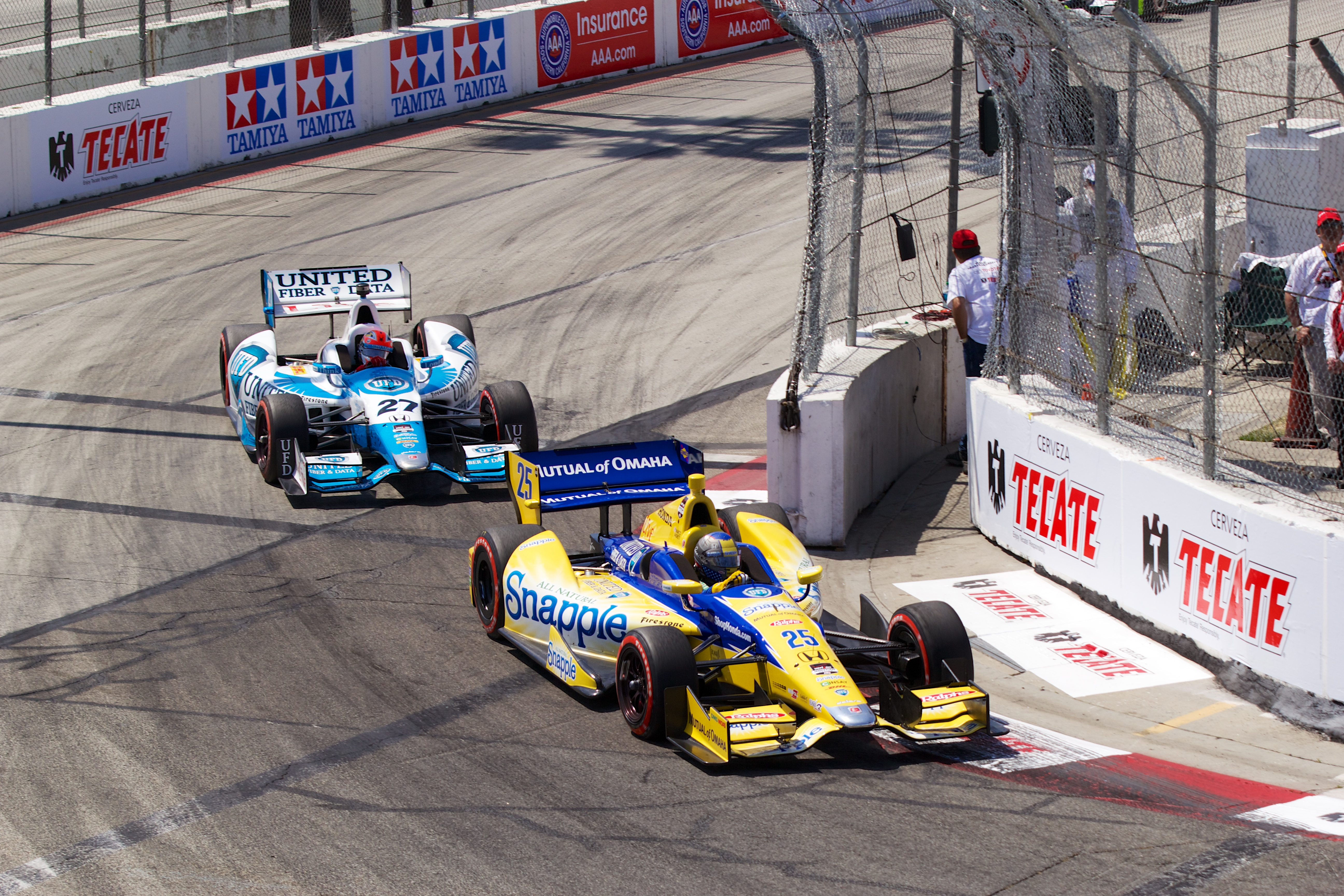
Marco Andretti seguito da James Hinchcliffe a Long Beach nel 2014

Andretti, Hunter-Reay e Hinchcliffe sono nuovamente confermati come piloti principali e il team ritorna a correre con motori Honda. Viso non è confermato, con Muñoz che subentra come pilota della quarta vettura a tempo pieno. 
Nella 500 Miglia di Indianapolis del 2014 la squadra schiera una quinta vettura per il pilota della NASCAR Kurt Busch, che tenta il Double Duty, che consiste nel partecipare sia alla 500 Miglia che alla Coca-Cola 600 (gara della NASCAR sul circuito di Charlotte), che si corrono tradizionalmente nello stesso giorno. Busch e tre dei quattro piloti a tempo pieno della Andretti Autosport concludono la 500 Miglia di Indianapolis tra i primi sei, incluso Hunter-Reay, che vince la gara (l'unica eccezione è Hinchcliffe, coinvolto in un incidente a 25 giri dalla fine mentre lottava per la 2ª posizione). Tuttavia, Busch, che ha concluso al sesto posto, non riesce a completare tutte le 1.100 miglia per il Double Duty poiché il suo motore si rompe al 274º giro (su 400) della Coca-Cola 600.
2015
Andretti schiera tre auto che corrono l'intera stagione nel 2015, con Marco Andretti, Ryan Hunter-Reay e Carlos Muñoz. Inoltre Simona de Silvestro, Justin Wilson e Oriol Servià si sono uniscono alla squadra per alcune gare. 
Marco Andretti conquista due podi e conclude al 9º posto in classifica. Hunter-Reay vede un inizio tiepido, con solo tre piazzamenti tra i primi dieci e un 5º posto come miglior risultato nelle prime 11 gare. Tuttavia, riesce a risalire fino al 6º posto in classifica dopo due vittorie nelle ultime quattro gare. Muñoz ottiene la sua prima e unica vittoria in IndyCar in gara 1 del doppio appuntamento di Detroit. Tuttavia, il suo peggior piazzamento in carriera a Indianapolis lo vede finire 13º nella classifica finale.
Nella penultima gara, a Pocono, Justin Wilson è vittima di un grave incidente quando mancano 21 giri alla fine: Sage Karam, che conduce la gara, perde il controllo della sua vettura, sbatte contro il muro e il musetto staccatosi dalla sua auto colpisce violentemente il casco di Wilson, rendendolo incosciente e facendolo finire contro il muro interno della pista. Prontamente soccorso, Wilson viene trasportato in ospedale in stato di coma, ma muore il giorno seguente all'età di 37 anni a causa delle ferite alla testa.
2016

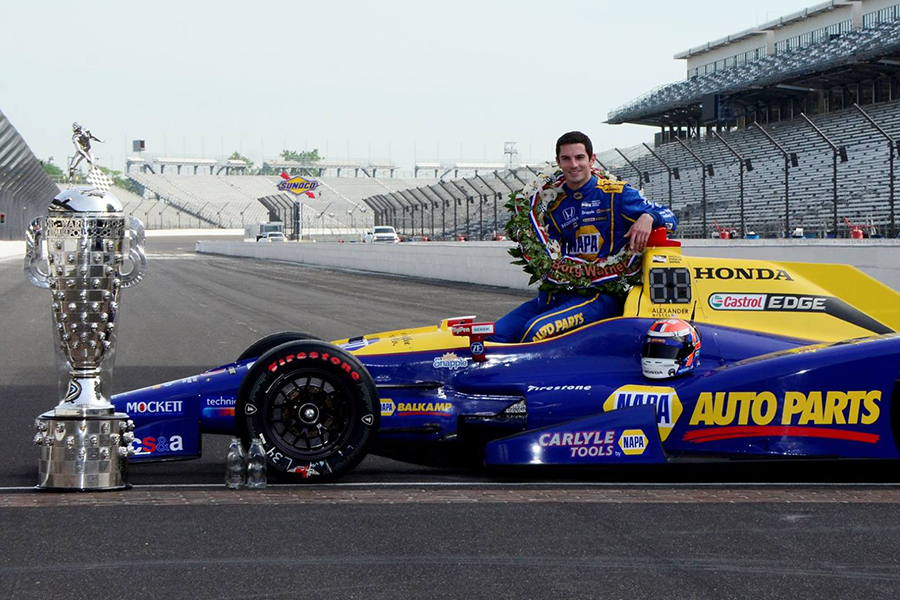
Alexander Rossi dopo la vittoria nella 500 Miglia di Indianapolis 2016

Ryan Hunter-Reay, Carlos Muñoz e Marco Andretti vengono confermati per la stagione 2016, mentre per la 500 Miglia di Indianapolis si aggiunge alla squadra Townsend Bell. 
Il team schiera anche una quarta vettura per tutta la stagione in collaborazione con Bryan Herta Autosport. Per guidarla viene scelto l'ex pilota della Manor Marussia in Formula 1 Alexander Rossi, che vince da debuttante la 500 Miglia di Indianapolis.
2017
Per il 2017 Carlos Muñoz viene sostituito da Takuma Satō. Per la sola 500 Miglia di Indianapolis altri due piloti si aggiungono alla squadra: Jack Harvey, in collaborazione con Michael Shank Racing, e il due volte campione del mondo di Formula 1 Fernando Alonso, in collaborazione con McLaren-Honda. Lo spagnolo salta il Gran Premio di Monaco per partecipare alla sua prima 500 Miglia, che si conclude con un ritiro a causa del cedimento del motore. La corsa viene comunque vinta dal team Andretti con Takuma Satō, primo giapponese a vincere la 500 Miglia di Indianapolis.
2018
Nel 2018, dopo una sola stagione con il team Andretti, Takuma Satō torna al team Rahal Letterman Lanigan Racing, venendo sostituito da Zach Veach. Nella 500 Miglia di Indianapolis vengono schierati anche Stefan Wilson (fratello di Justin) e Carlos Muñoz.
Nella classifica finale del campionato Alexander Rossi chiude secondo con tre vittorie, mentre Ryan Hunter-Reay è quarto con due vittorie.
2019

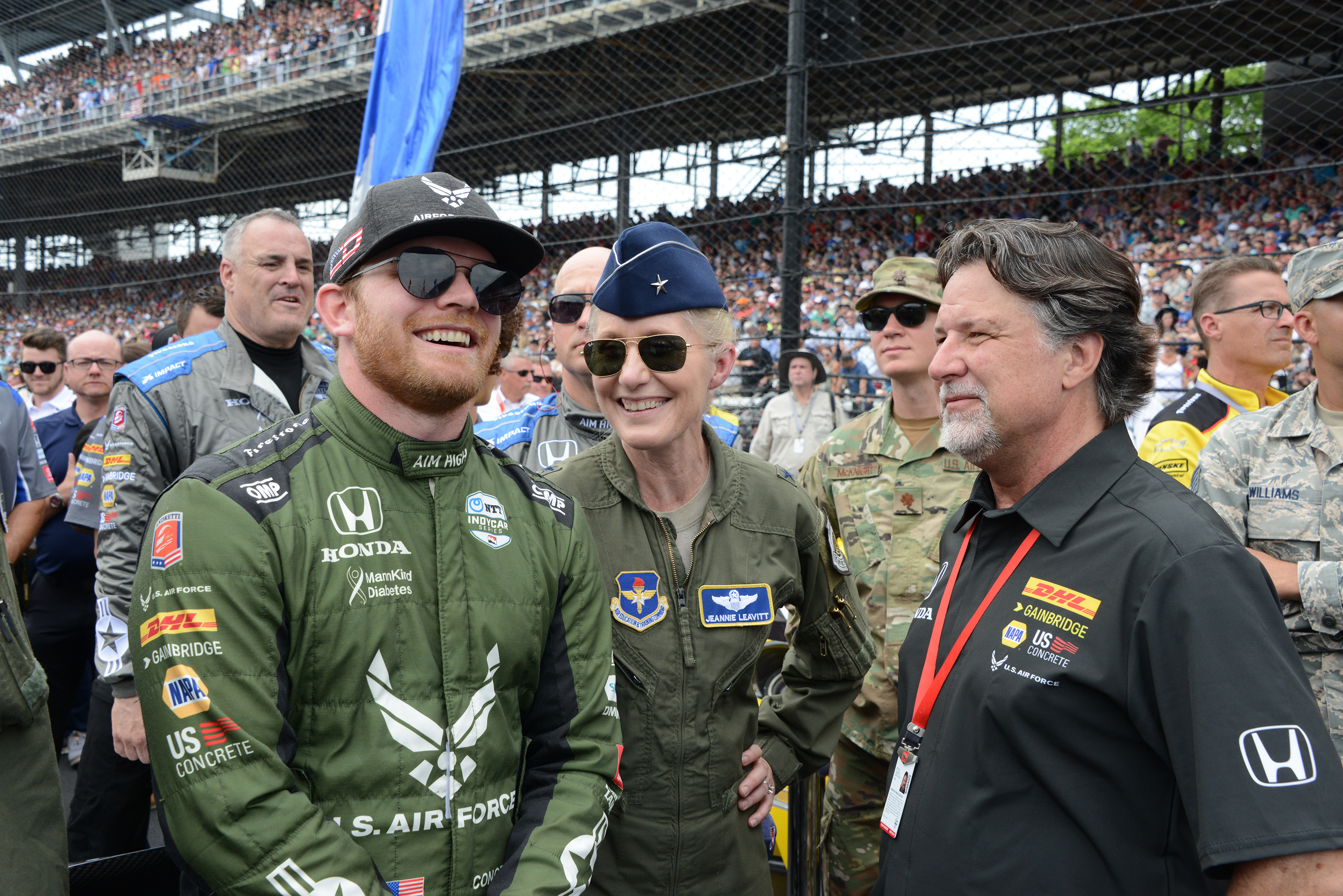
Conor Daly con Michael Andretti alla 500 Miglia di Indianapolis 2019

Nel 2019 Veach, Rossi, Hunter-Reay e Andretti sono i piloti che corrono tutta la stagione, con Conor Daly che si aggiunge a loro nella 500 Miglia di Indianapolis e nell'ultima gara a Laguna Seca.
I migliori risultati li porta a casa Alexander Rossi, con due vittorie e il terzo posto nella classifica finale.
2020
Nel 2020 Andretti Autosport schiera una quinta auto per Colton Herta con il nome Andretti Harding Steinbrenner Autosport, in collaborazione con Mike Harding e George Michael Steinbrenner IV del team precedentemente indipendente Harding Steinbrenner Racing. Il 19 febbraio la squadra annuncia che James Hinchcliffe correrà in tre eventi: Texas, GMR Grand Prix e 500 Miglia di Indianapolis. A settembre Zach Veach lascia la squadra in anticipo e viene sostituito da James Hinchcliffe per il resto della stagione.
L'unica vittoria della stagione arriva con Herta, che chiude terzo in campionato.
2021

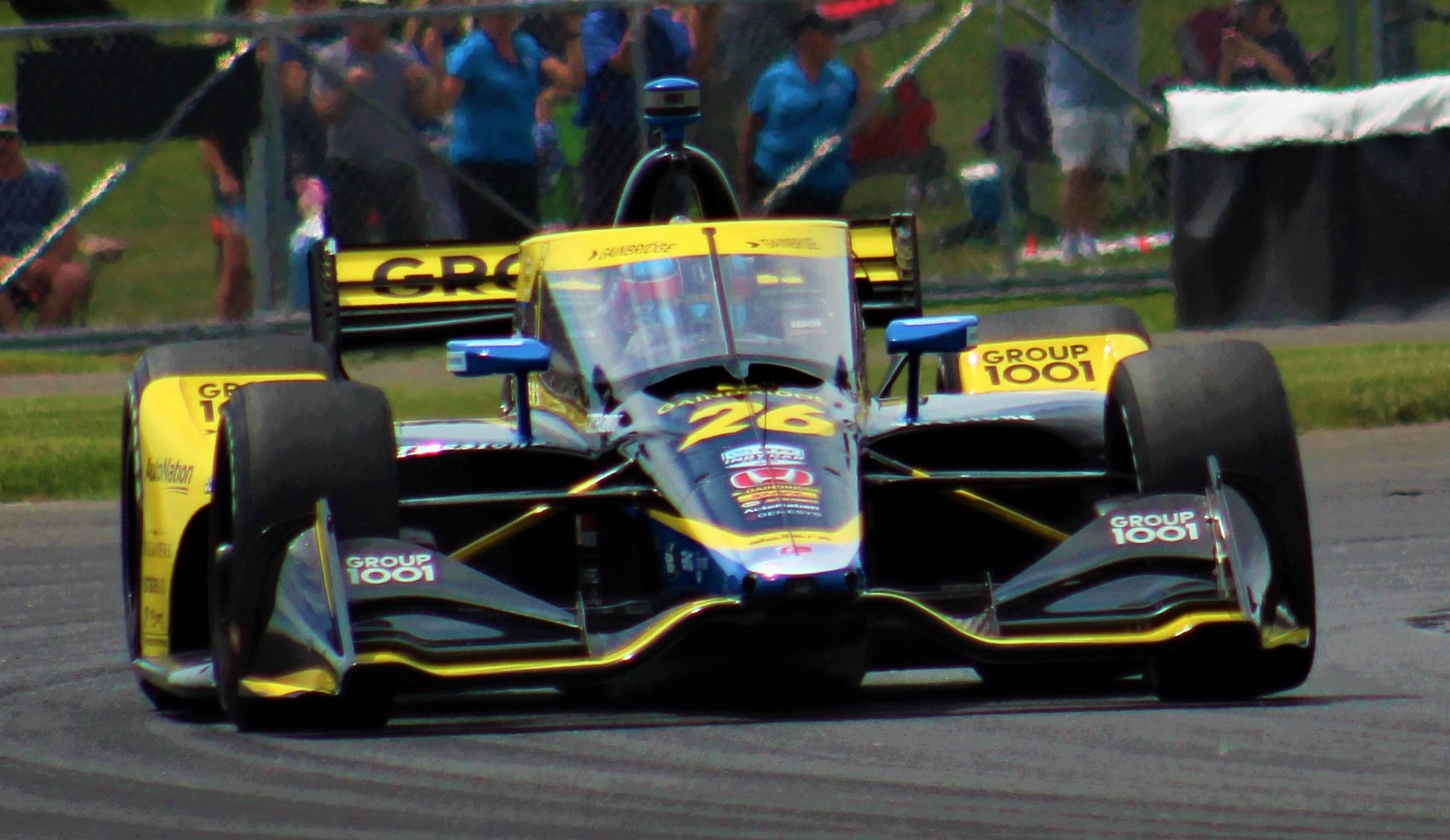
Colton Herta nel 2021

Nel 2021 James Hinchcliffe rimane a tempo pieno nel team Andretti, con l'auto che gareggia sotto il nome di Andretti Steinbrenner Autosport, con uno dei partner della precedente Andretti Harding Steinbrenner Autosport, George Steinbrenner IV, che torna come partner. Per la 500 Miglia di Indianapolis viene ingaggiato anche Stefan Wilson. A partire da questa stagione Marco Andretti si limita a correre la 500 Miglia di Indianapolis.
Le tre vittorie stagionali sono ancora merito di Colton Herta, quinto nella classifica finale.
2022
Ryan Hunter-Reay lascia la squadra dopo 12 stagioni e al suo posto per il 2022 viene ingaggiato Romain Grosjean. Alla guida della vettura della Andretti Steinbrenner Autosport James Hinchcliffe viene sostituito da Devlin DeFrancesco.
La stagione si conclude con il bilancio di una vittoria a testa per Alexander Rossi e Colton Herta, che chiudono rispettivamente nono e decimo.
2023

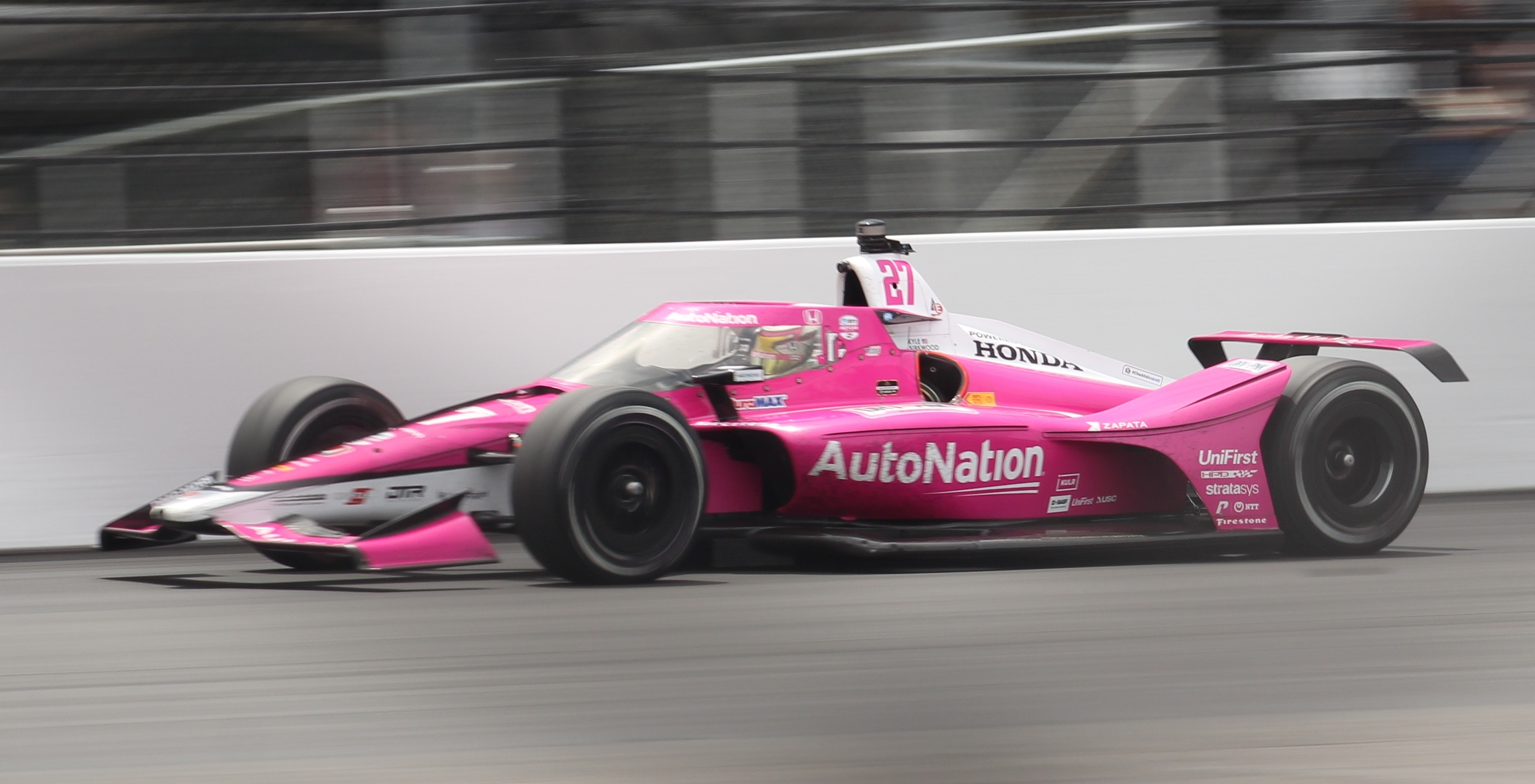
Kyle Kirkwood durante la 500 Miglia di Indianapolis 2023

Nel 2023 Alexander Rossi passa alla Arrow McLaren dopo sette anni con la squadra, venendo sostituito dal campione di Indy Lights 2021 Kyle Kirkwood. Quest'ultimo ottiene due vittorie e finisce undicesimo in classifica, con Herta decimo e Grosjean tredicesimo, entrambi senza vittorie nonostante le due pole position a testa.
A fine anno Romain Grosjean, dopo due stagioni nel team, non viene confermato, e avvia un'azione legale in Indiana contro la squadra, affermando che si aspettava di continuare a correre con loro.

##### Andretti Global
Il 5 settembre 2023 Andretti Autosport annuncia un rebranding che entrerà in vigore per la stagione 2024, con il team che verrà ribattezzato Andretti Global.
2024
Per il 2024 il team schiera non più 4 auto ma solamente 3, ed ingaggia il vincitore della 500 Miglia di Indianapolis 2022 Marcus Ericsson, che lascia il team Chip Ganassi Racing dopo quattro stagioni.

### Formula E

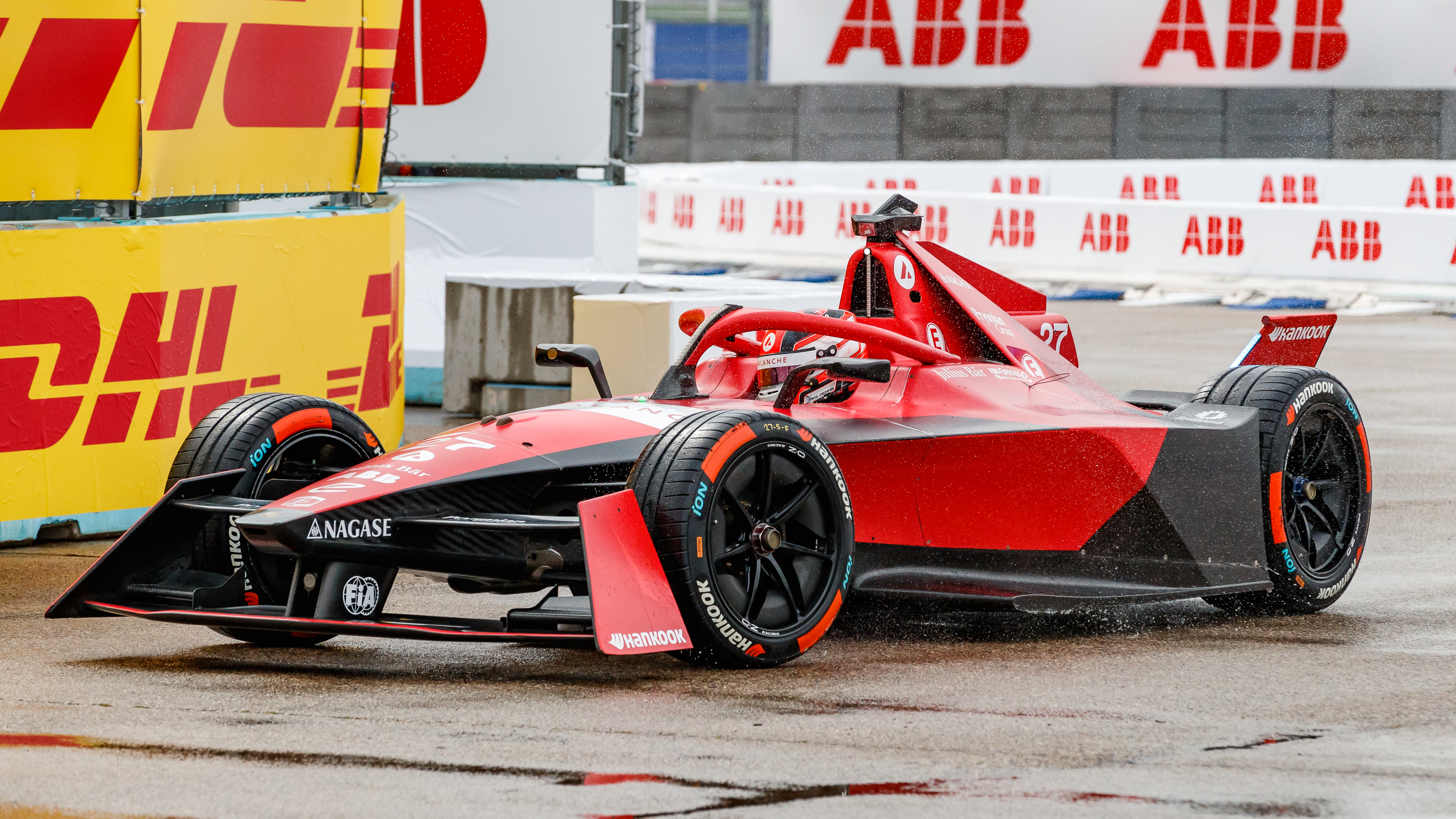
Jake Dennis durante l'E-Prix di Berlino 2023

Dal 2014 il team prende parte anche al nuovo campionato, la Formula E, competizione riservata a monoposto a trazione elettrica. Il team Andretti utilizzerà il motore elettrico della Renault. Dalla stagione 2018-2019 il team è affiancato dalla casa tedesca BMW.
Alla fine della stagione 2021 la BMW lascia la Formula E, ma resta come fornitrice di propulsori per il team per un altro anno.
Dalla stagione 2022-2023 la squadra lascia la fornitura BMW e diventa team clienti Porsche. Il campionato si conclude con la vittoria del titolo piloti con Jake Dennis.
Nella stagione 2023-24 il team cambia la propria line-up confermando Jake Dennis, campione in carica, e firmando Norman Nato. Andretti chiude la stagione 169 punti e una 5° posizione. Nato non viene confermato per il campionato 2024-25, al suo posto arriva Nico Müller, pilota Porsche.

### Extreme E
Nell'aprile 2020 Extreme E ha annunciato che Andretti Autosport è diventata la sesta squadra ad unirsi alla serie. Andretti Autosport collaborerà con United Autosports e il team entrerà nella stagione inaugurale quando Andretti United Extreme E con Catie Munnings e Timmy Hansen firmeranno come piloti per il team.
La squadra ha mantenuto Munnings e Hansen per la terza stagione consecutiva, con la coppia che ha firmato un contratto di estensione pluriennale con la squadra nel novembre 2022.

### Formula 1
Nell'ottobre del 2021 il team Andretti avvia una trattativa volta a rilevare la maggioranza delle azioni societarie del team di Formula 1 Alfa Romeo-Sauber. Tuttavia, in seguito all'esito negativo delle trattative, l'accordo fra i due team salta. In seguito ci sono anche dei tentativi per comprare lo storico team Williams ma non vanno a buon fine. Il 18 febbraio 2022 Mario Andretti ha annunciato che suo figlio Michael ha presentato una domanda alla FIA, l'organo di governo della Formula 1, per entrare nella serie nel 2024 con il nome Andretti Global. Pochi giorni dopo Andretti annuncia di avere un accordo formale con la Renault per avere i loro motori.
Dopo le prime critiche e un formale rifiuto della federazione, nel gennaio del 2023 il team trova un accordo con la Cadillac per dare vita a una nuova squadra tutta americana di Formula 1. La proposta trova subito l'appoggio di Ben Sulayem, presidente della FIA. Il 2 ottobre 2023 la FIA ha accettato ufficialmente la proposta di Andretti di unirsi alla griglia come undicesima squadra, ma il 31 gennaio 2024 la Formula 1 ha rifiutato l'entrata del team statunitense per la stagione 2025.
Pur avendo ricevuto il rifiuto per la stagione 2025, il team continua credere e puntare sul sogno della Formula 1, e il 10 aprile del 2024 inaugura la nuova sede a Silverstone; inoltre viene trovato l'accordo con General Motors sulla fornitura dei motori a partire dal 2028. Oltre all'obiettivo di prendere parte alla F1, Andretti ha intenzione di aprire un vivaio e di creare dei team per la F2 e la F3 come avviene anche nelle categorie minori della IndyCar.

## Piloti principali

### CART (1994–2002)

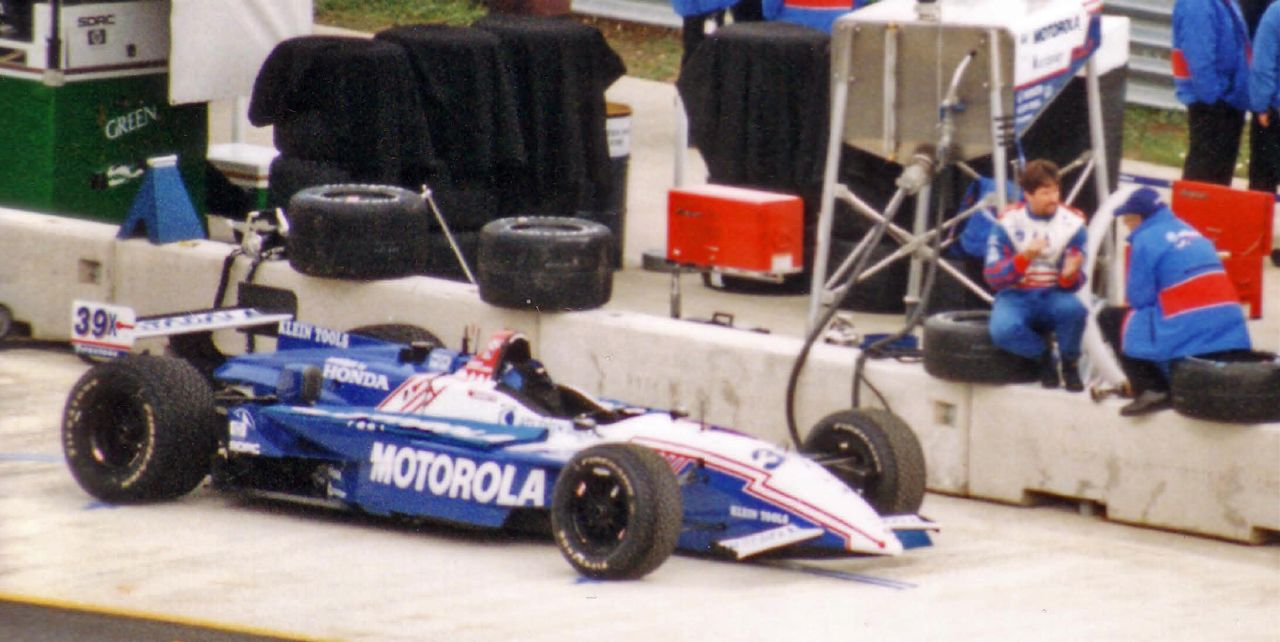
Michael Andretti a fianco della sua vettura a Rockingham nel 2001

- Jacques Villeneuve (1994–1995)
- Raul Boesel (1996)
- Parker Johnstone (1997)
- Dario Franchitti (1998–2002)
- Paul Tracy (1998–2002)
- Michael Andretti (2001–2002)

### IndyCar Series (2001–presente)

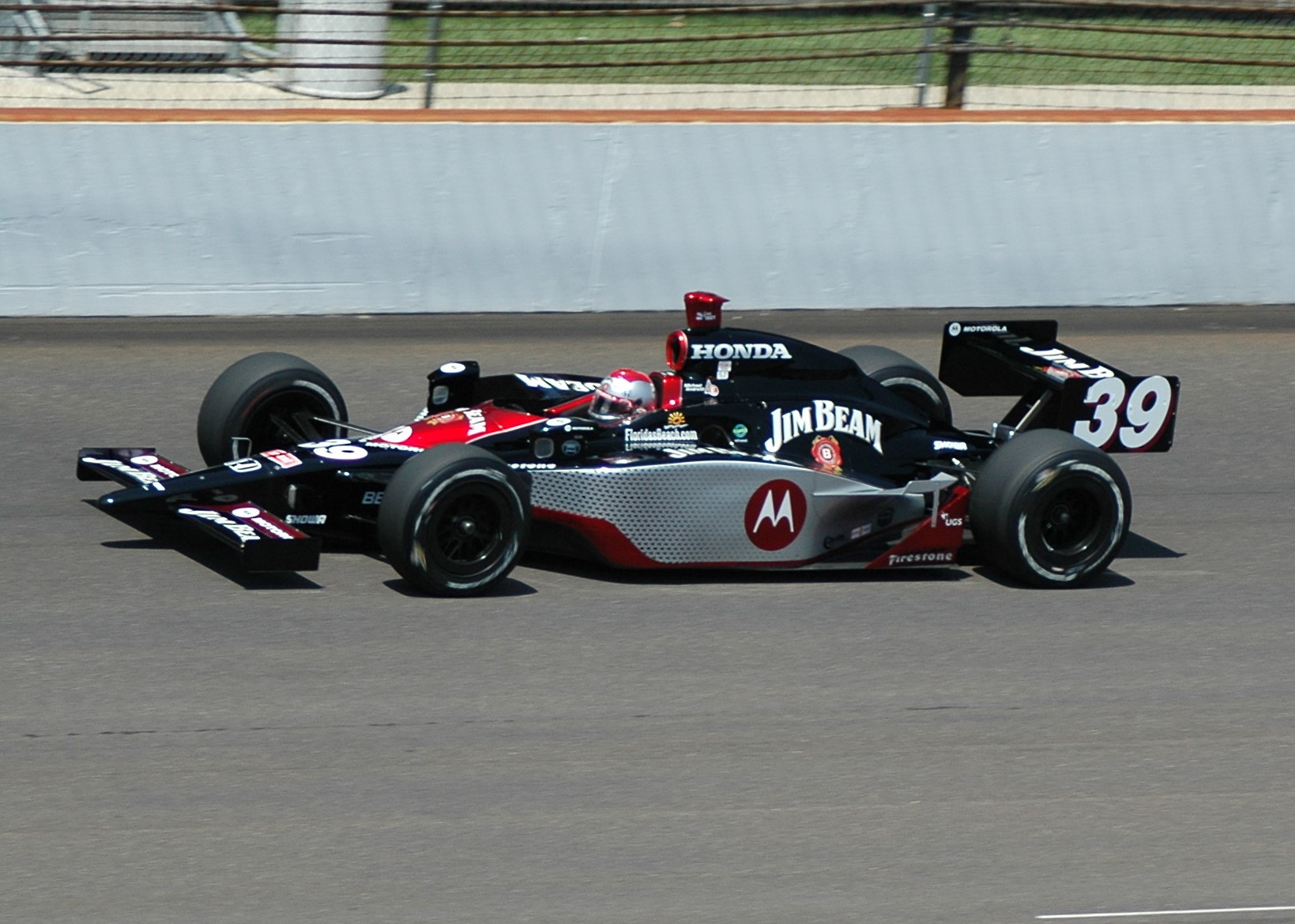
Michael Andretti a Indianapolis nel 2007

- Michael Andretti (2001–2003, 2006–07)
- Dario Franchitti (2002–2007)
- Paul Tracy (2002) - 500 Miglia di Indianapolis
- Tony Kanaan (2003–2010)
- Mario Andretti (2003) - Test pre–500 Miglia di Indianapolis per infortunio di Tony Kanaan
- Robby Gordon (2003) - 500 Miglia di Indianapolis, sostituisce per infortunio Dario Franchitti
- Dan Wheldon (2003–2005)
- Bryan Herta (2003–2006)
- A. J. Foyt IV (2006) - sostituisce per infortunio Dario Franchitti
- Marco Andretti (2006–presente)
- Danica Patrick (2007–2011)
- Hideki Mutoh (2008–2009)
- Franck Montagny (2009, 2014)
- Ryan Hunter-Reay (2010–2021)
- Adam Carroll (2010)
- John Andretti (2010–2011)
- Mike Conway (2011)
- James Hinchcliffe (2012–2014, 2020–2021)
- Sebastián Saavedra (2012)
- Ana Beatriz (2012)
- E. J. Viso (2013)
- Carlos Muñoz (2013–2016)
- Kurt Busch (2014) - 500 Miglia di Indianapolis
- Simona de Silvestro (2015)
- Justin Wilson (2015)
- Oriol Servià (2015)
- Alexander Rossi (2016–2022)
- Townsend Bell (2016) - 500 Miglia di Indianapolis
- Takuma Satō (2017)
- Fernando Alonso (2017) - 500 Miglia di Indianapolis
- Jack Harvey (2017) - 500 Miglia di Indianapolis
- Zach Veach (2018–2020)
- Colton Herta (2020–presente)
- Romain Grosjean (2022–2023)
- Devlin DeFrancesco (2022–2023)
- Kyle Kirkwood (2023–presente)
- Marcus Ericsson (2024–presente)

### ALMS (2007–2008)
- Dario Franchitti (2007)

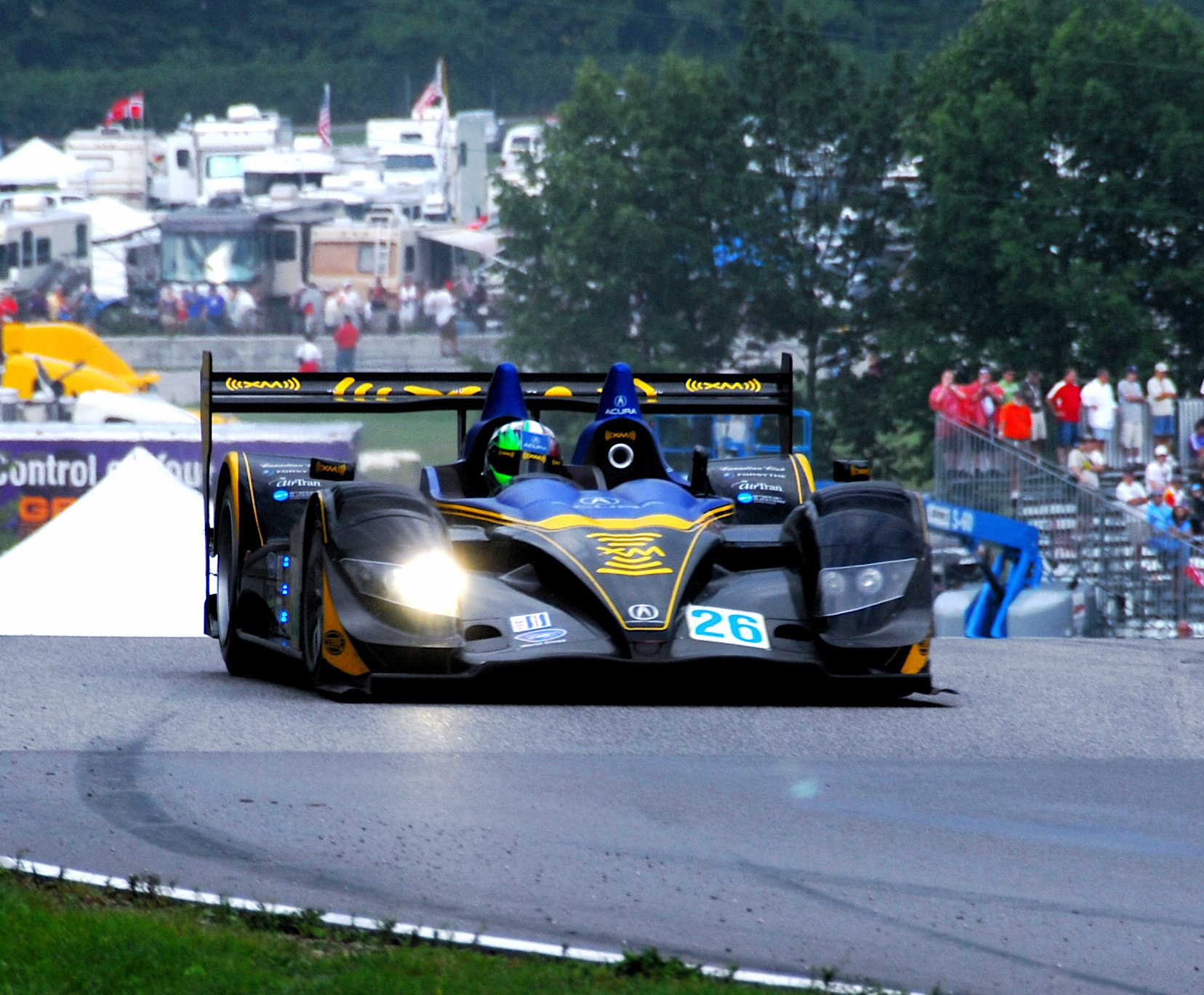
L'Acura ARX-01 del team Andretti Green Racing a Road America nel 2007

- Marino Franchitti (2007)
- Bryan Herta (2007–2008)
- Tony Kanaan (2007–2008)
- Christian Fittipaldi (2008)
- Marco Andretti (2008)
- Franck Montagny (2008)[114]
- James Rossiter (2008)
- Raphael Matos (2008)

### A1GP (2008–2009)
- Charlie Kimball (2008)

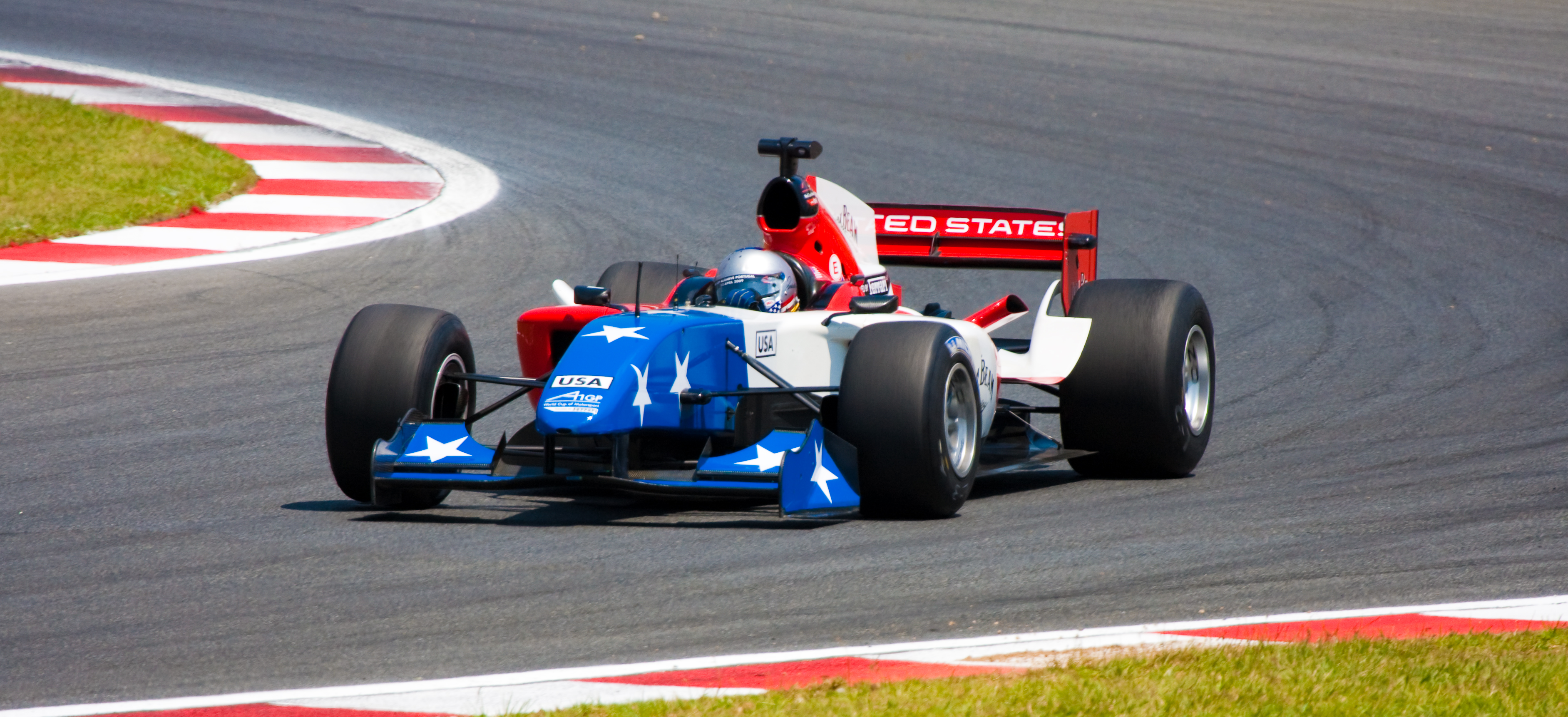
Marco Andretti durante la gara della A1GP a Kyalami nel 2009

- Marco Andretti (2008–2009)
- Adam Carroll (2008–2009)
- J. R. Hildebrand (2008–2009)

### Indy Lights / Indy NXT (2008–presente)

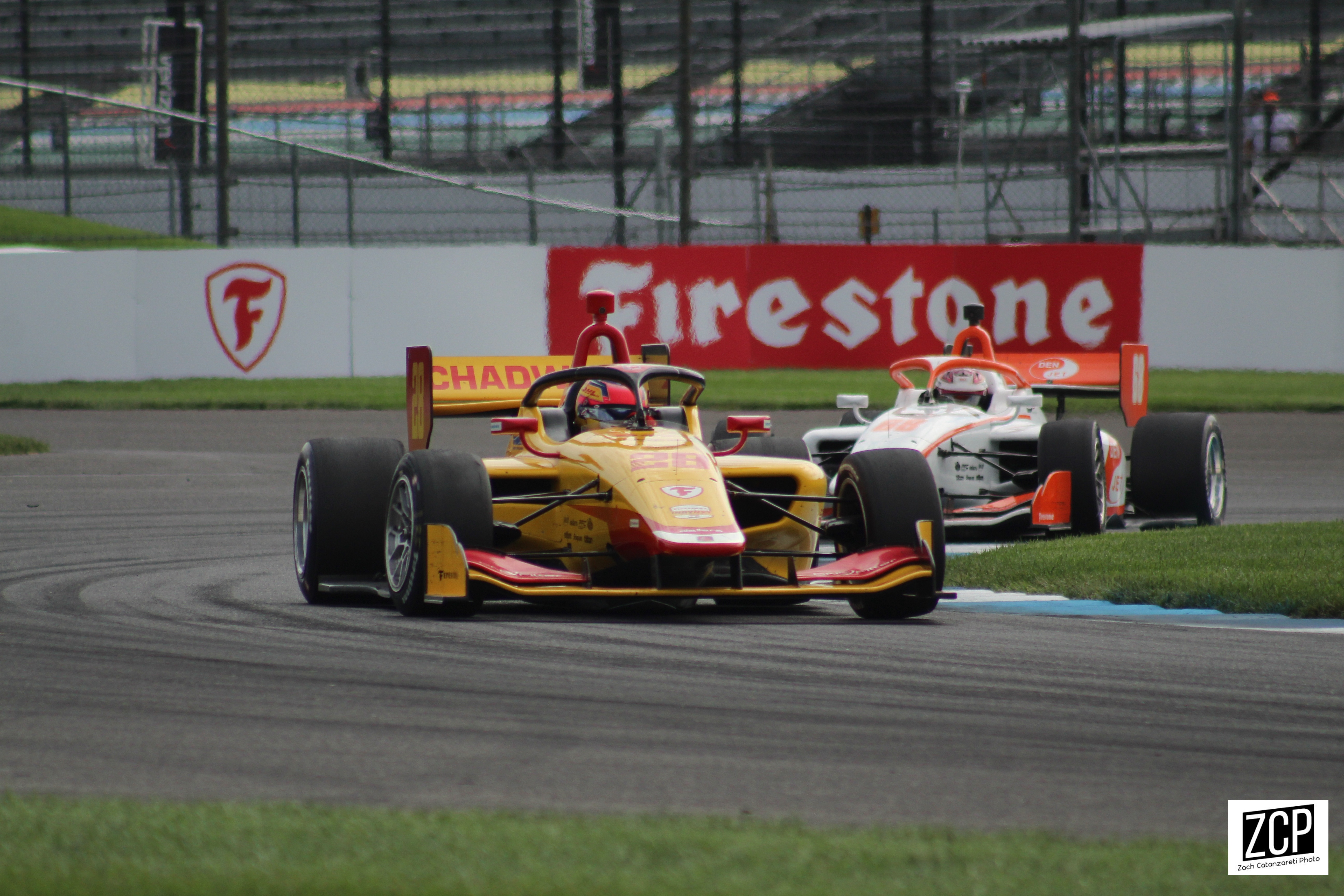
Jamie Chadwick durante una gara della Indy NXT nel 2023

- Arie Luyendyk Jr. (2008)
- Raphael Matos (2008)
- J. R. Hildebrand (2009)
- Charlie Kimball (2010)
- Martin Plowman (2010)
- Stefan Wilson (2011)
- James Winslow (2011)
- Peter Dempsey (2011)
- Sebastián Saavedra (2009, 2012)
- Carlos Muñoz (2012–2013)
- Zach Veach (2013–2014)
- Matthew Brabham (2014–2015, 2022)
- Shelby Blackstock (2015–2016)
- Dalton Kellett (2016–2018)
- Dean Stoneman (2016)
- Colton Herta (2017–2018)
- Ryan Norman (2017–2019)
- Nico Jamin (2017)
- Patricio O'Ward (2018)
- Jarett Andretti (2019)
- Oliver Askew (2019)
- Robert Megennis (2019–2021)
- Devlin DeFrancesco (2021)
- Danial Frost (2021)
- Kyle Kirkwood (2021)
- Sting Ray Robb (2022)
- Christian Rasmussen (2022)
- Hunter McElrea (2022–2023)
- Louis Foster (2023–presente)
- Jamie Chadwick (2023–presente)
- James Roe Jr. (2023–presente)
- Bryce Aron (2024–presente)

### Pro Mazda Championship (2011–2015)
- Sage Karam (2011–2012)
- Zach Veach (2011–2012)

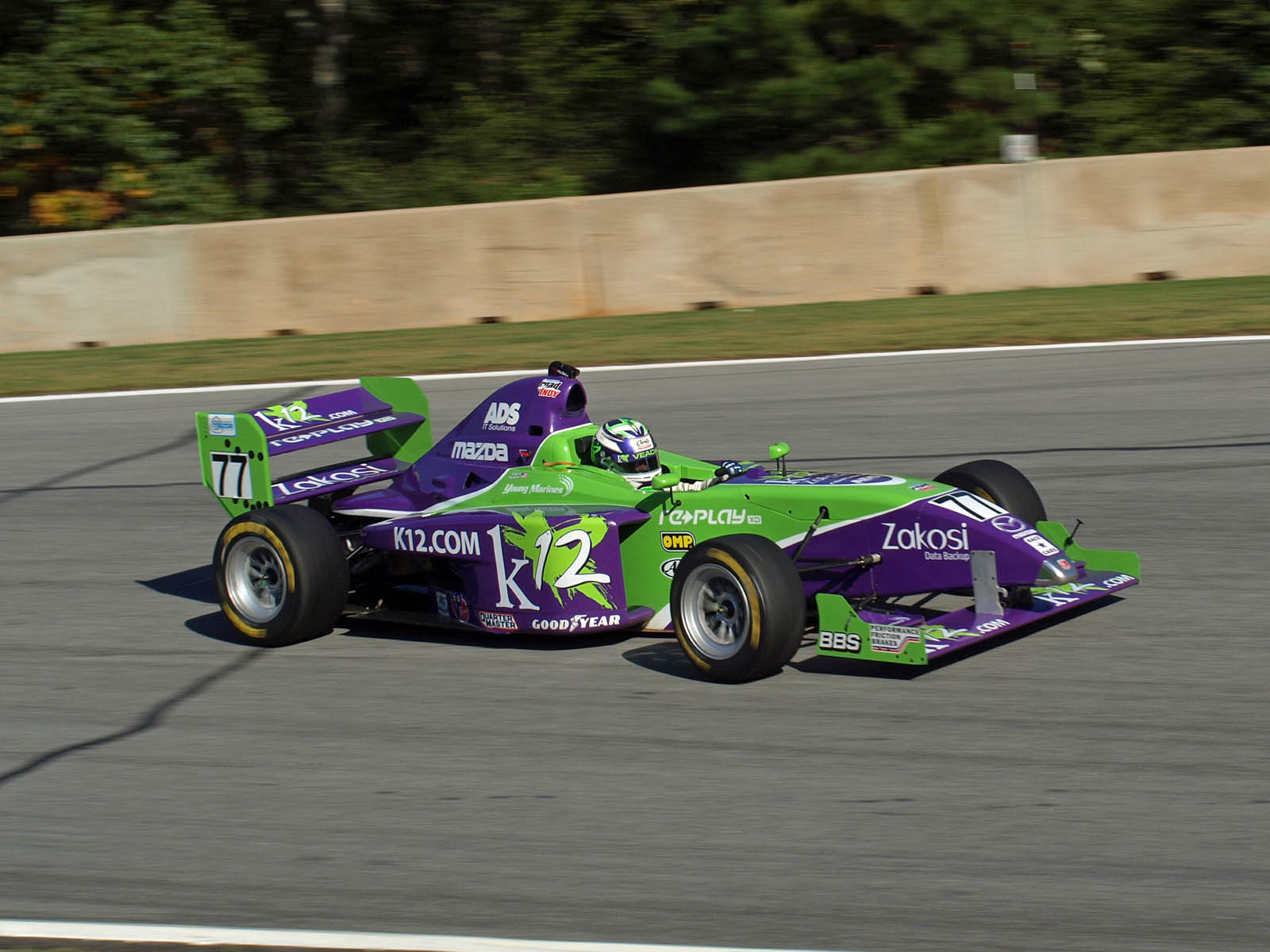
Zach Veach a Road Atlanta nel 2012

- Shelby Blackstock (2013–2014)
- Matthew Brabham (2013)
- Garett Grist (2014)
- Weiron Tan (2015)
- Dalton Kellett (2015)

### U.S. F2000 (2010–2013)
- Sage Karam (2010)
- Zach Veach (2010–2011)
- Spencer Pigot (2011)
- Thomas McGregor (2012)

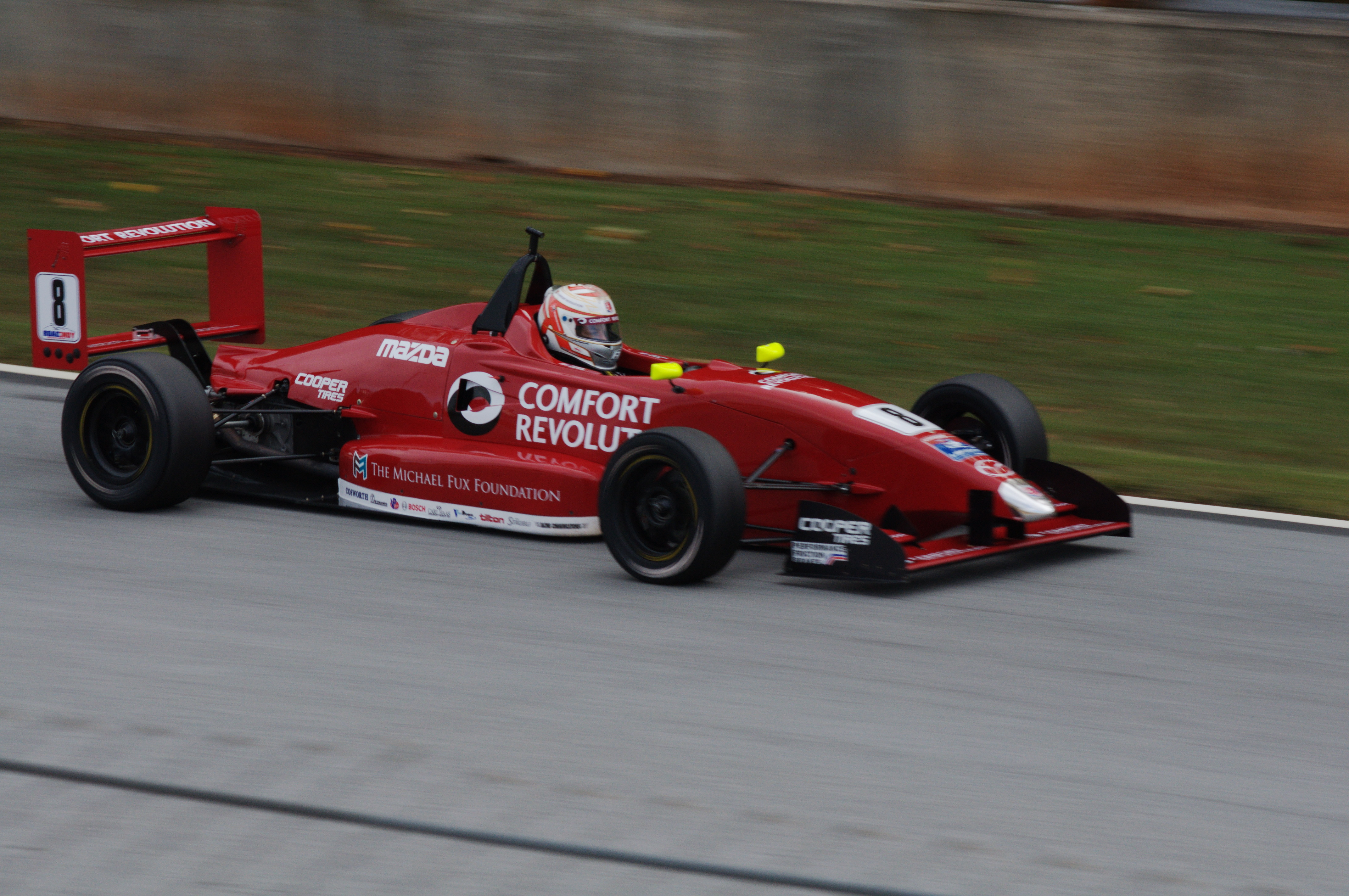
Sage Karam a Road Atlanta nel 2010

- Shelby Blackstock (2012)
- Austin Cindric (2013)
- Luca Forgeois (2013 - Mid Ohio)[115]
- Garett Grist (2013)

### Global Rallycross (2014–2017)

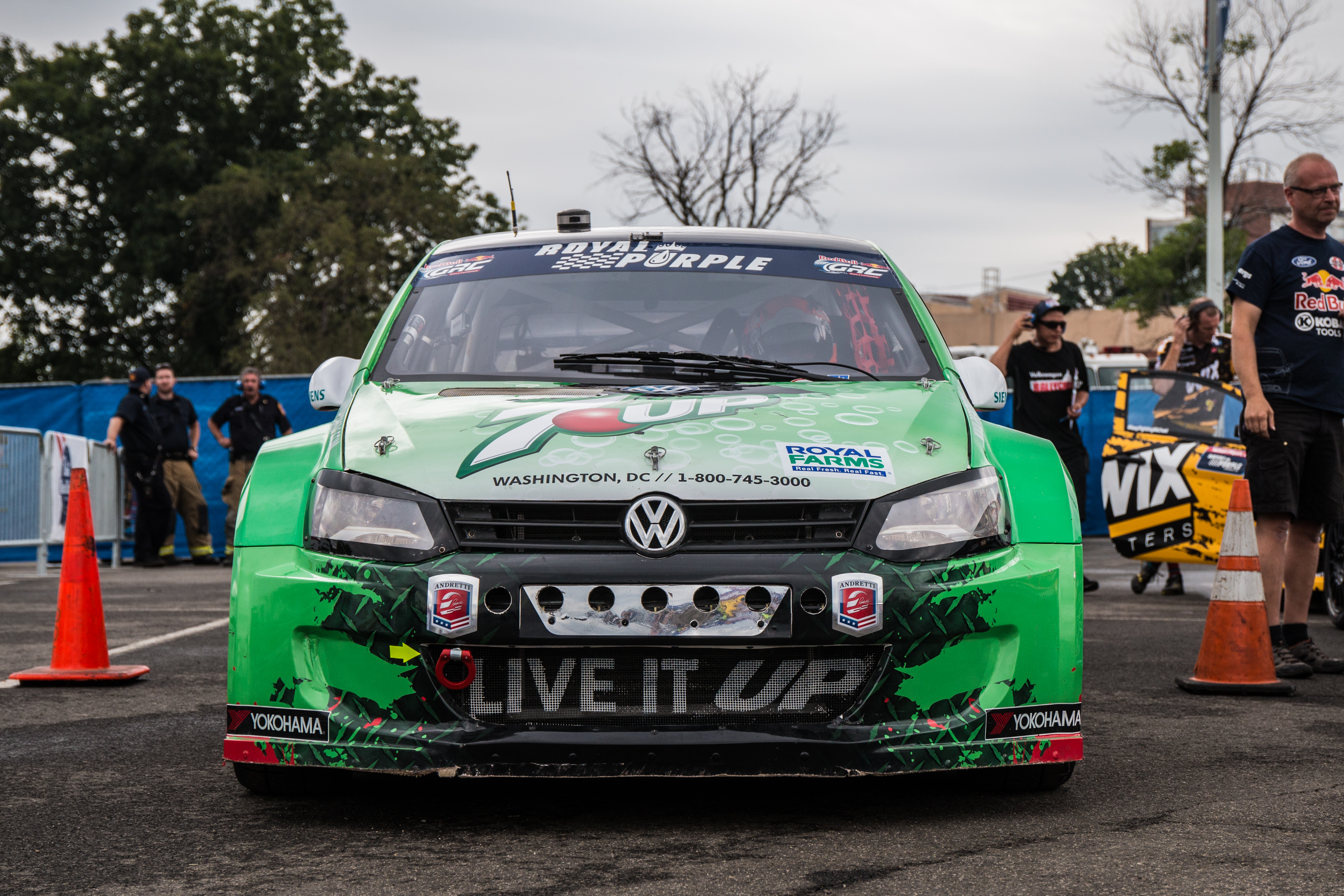
Scott Speed a Washington per il Global Rallycross 2014

- Tanner Foust (2014–2017)
- Scott Speed (2014–2017)

### Formula E (2014–presente)
- Franck Montagny (2014)
- Charles Pic (2014)
- Matthew Brabham (2014)

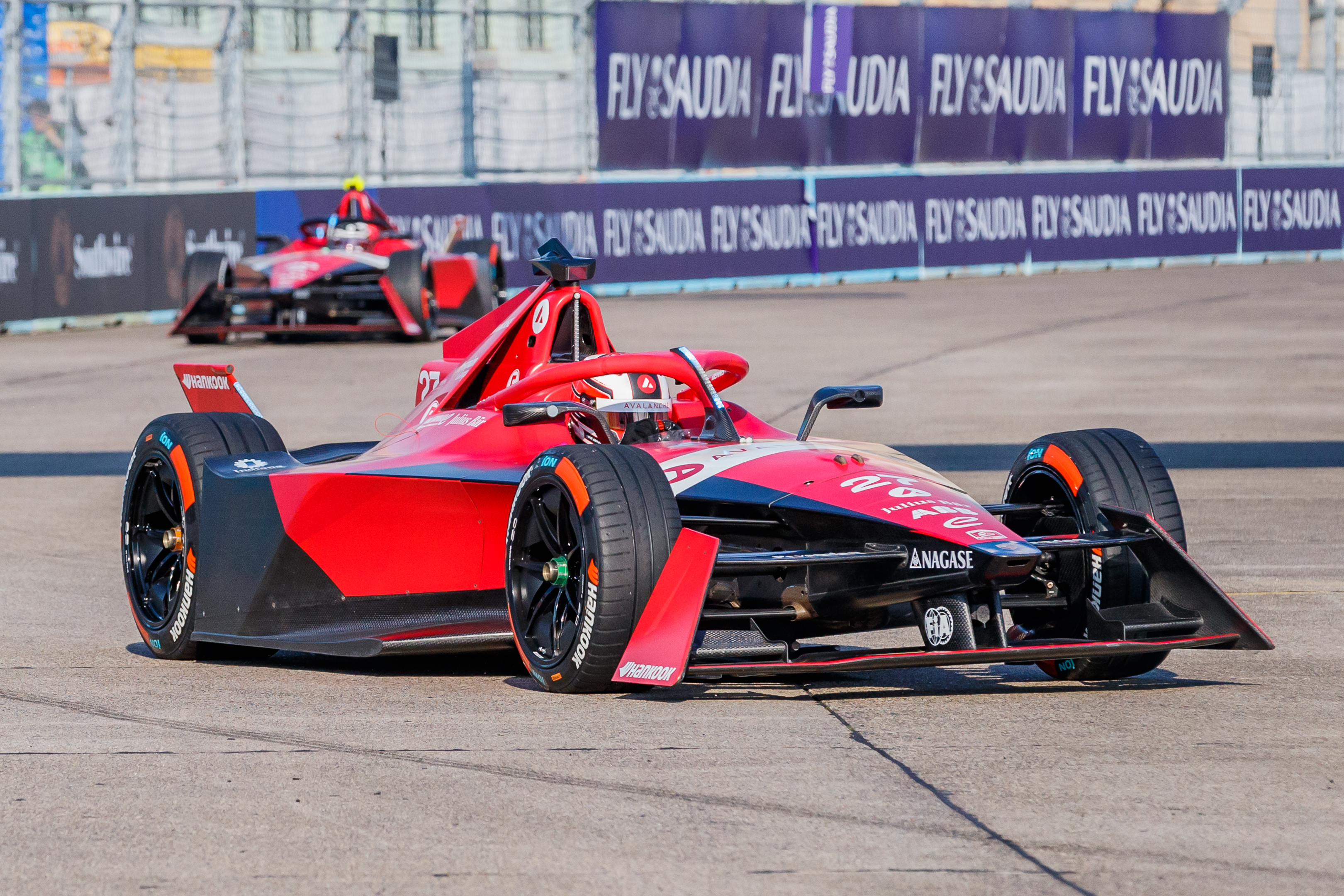
Jake Dennis e André Lotterer durante l'E-Prix di Berlino 2023

- Jean-Éric Vergne (2014–2015)
- Marco Andretti (2015)
- Scott Speed (2015)
- Justin Wilson (2015)
- Simona de Silvestro (2015-2016)
- Robin Frijns (2015–2017)
- António Félix da Costa (2016–2019)
- Kamui Kobayashi (2017)
- Tom Blomqvist (2018)
- Stéphane Sarrazin (2018)
- Alexander Sims (2018-2020)
- Maximilian Günther (2019-2021)
- Jake Dennis (2020-presente)
- Oliver Askew (2022)
- André Lotterer (2023)
- David Beckmann (2023)
- Norman Nato (2024)
- Nico Müller (2024–presente)

### Extreme E (2021–presente)
- Catie Munnings (2021–presente)
- Timmy Hansen (2021–presente)

### IMSA (2021–presente)

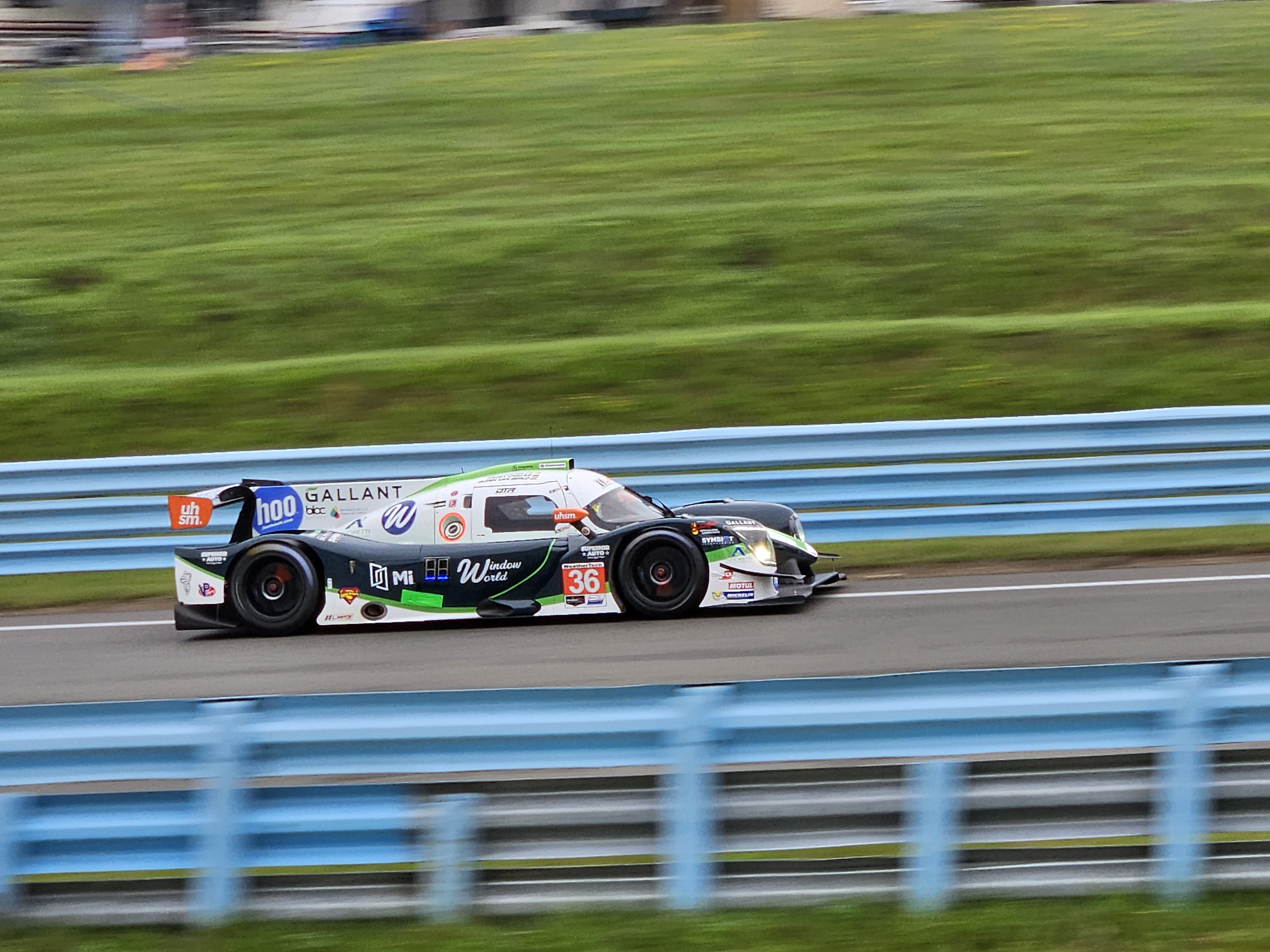
La Ligier JS P320 del team Andretti Autosport nel 2023

- Jarett Andretti (2021–presente)
- Marco Andretti (2021)
- Oliver Askew (2021)
- Josh Burdon (2021–2022)
- Gabby Chaves (2022–presente)
- Rasmus Lindh (2022–presente)
- Dakota Dickerson (2023–presente)
- Filipe Albuquerque (2023–presente)
- Ricky Taylor (2023–presente)
- Louis Delétraz (2023–presente)
- Brendon Hartley (2023–presente)

## Risultati

### Formula E
| Stagione | Vettura                    | Gomme | Nº | Piloti                 | 1   | 2   | 3   | 4   | 5   | 6   | 7   | 8   | 9   | 10  | 11  | 12  | 13  | 14  | 15  | 16  | Punti | Pos. |
| -------- | -------------------------- | ----- | -- | ---------------------- | --- | --- | --- | --- | --- | --- | --- | --- | --- | --- | --- | --- | --- | --- | --- | --- | ----- | ---- |
| 2014–15  | Spark-Renault SRT 01E      | M     |    |                        | PEC | PUT | PDE | BNA | MIA | LBH | MON | BER | MOS | LON | LON |     |     |     |     |     | 119   | 6º   |
| 2014–15  | Spark-Renault SRT 01E      | M     | 27 | Franck Montagny        | 2   | DSQ |     |     |     |     |     |     |     |     |     |     |     |     |     |     | 119   | 6º   |
| 2014–15  | Spark-Renault SRT 01E      | M     | 27 | Jean-Éric Vergne       |     |     | 14† | 6   | 18† | 2   | Rit | 7   | 4   | 3   | 16† |     |     |     |     |     | 119   | 6º   |
| 2014–15  | Spark-Renault SRT 01E      | M     | 28 | Charles Pic            | 4   |     |     |     |     |     |     |     |     |     |     |     |     |     |     |     | 119   | 6º   |
| 2014–15  | Spark-Renault SRT 01E      | M     | 28 | Matthew Brabham        |     | 13  | Rit |     |     |     |     |     |     |     |     |     |     |     |     |     | 119   | 6º   |
| 2014–15  | Spark-Renault SRT 01E      | M     | 28 | Marco Andretti         |     |     |     | 12  |     |     |     |     |     |     |     |     |     |     |     |     | 119   | 6º   |
| 2014–15  | Spark-Renault SRT 01E      | M     | 28 | Scott Speed            |     |     |     |     | 2   | Rit | 12  | 13  |     |     |     |     |     |     |     |     | 119   | 6º   |
| 2014–15  | Spark-Renault SRT 01E      | M     | 28 | Justin Wilson          |     |     |     |     |     |     |     |     | 10  |     |     |     |     |     |     |     | 119   | 6º   |
| 2014–15  | Spark-Renault SRT 01E      | M     | 28 | Simona de Silvestro    |     |     |     |     |     |     |     |     |     | 11  | 12  |     |     |     |     |     | 119   | 6º   |
| 2015-16  | Spark-Renault SRT 01E      | M     |    |                        | PEC | PUT | PDE | BNA | MEX | LHB | PAR | BER | LON | LON |     |     |     |     |     |     | 49    | 7º   |
| 2015-16  | Spark-Renault SRT 01E      | M     | 27 | Robin Frijns           | 10  | 3   | 10  | 8   | 5   | 15  | 7   | 6   | Rit | Rit |     |     |     |     |     |     | 49    | 7º   |
| 2015-16  | Spark-Renault SRT 01E      | M     | 28 | Simona de Silvestro    | Rit | 13  | 11  | 14  | 14  | 9   | 15  | 9   | 11  | Rit |     |     |     |     |     |     | 49    | 7º   |
| 2016-17  | Spark-Andretti ATEC-02     | M     |    |                        | HKG | MAR | BNA | MEX | MON | PAR | BER | BER | NYC | NYC | MTR | MTR |     |     |     |     | 34    | 7º   |
| 2016-17  | Spark-Andretti ATEC-02     | M     | 27 | Robin Frijns           | 6   | 12  | 14  | 11  | 12  | 6   | 17  | 18  | 9   | 9   | 8   | 13  |     |     |     |     | 34    | 7º   |
| 2016-17  | Spark-Andretti ATEC-02     | M     | 28 | António Félix da Costa | 5   | Rit | 11  | Rit | 11  | Rit | 16  | 11  | 12  | 15  | 14  | 15  |     |     |     |     | 34    | 7º   |
| 2017-18  | Spark-Andretti ATEC-03     | M     |    |                        | HKG | HKG | MAR | SAN | MEX | PDE | ROM | PAR | BER | ZUR | NYC | NYC |     |     |     |     | 24    | 10º  |
| 2017-18  | Spark-Andretti ATEC-03     | M     | 28 | António Félix da Costa | 6   | 11  | 14  | 9   | 7   | 11  | 11  | Rit | 15  | 8   | 11  | 15  |     |     |     |     | 24    | 10º  |
| 2017-18  | Spark-Andretti ATEC-03     | M     | 27 | Kamui Kobayashi        | 15  | 17  |     |     |     |     |     |     |     |     |     |     |     |     |     |     | 24    | 10º  |
| 2017-18  | Spark-Andretti ATEC-03     | M     | 27 | Tom Blomqvist          |     |     | 8   | 11  | 15  | 16  | 15  | Rit |     |     |     |     |     |     |     |     | 24    | 10º  |
| 2017-18  | Spark-Andretti ATEC-03     | M     | 27 | Stéphane Sarrazin      |     |     |     |     |     |     |     |     | 20  | 14  | 12  | 12  |     |     |     |     | 24    | 10º  |
| 2018-19  | Spark-BMW iFE.18           | M     |    |                        | DIR | MAR | SAN | MEX | HKG | SAY | ROM | PAR | MON | BER | BRN | NYC | NYC |     |     |     | 156   | 5º   |
| 2018-19  | Spark-BMW iFE.18           | M     | 28 | António Félix da Costa | 1   | Rit | Rit | 2   | 10  | 3   | 9   | 7   | SQ  | 4   | 12  | 3   | 9   |     |     |     | 156   | 5º   |
| 2018-19  | Spark-BMW iFE.18           | M     | 27 | Alexander Sims         | 18  | 4   | 7   | 14  | Rit | Rit | 17  | Rit | 13  | 7   | 11  | 4   | 2   |     |     |     | 156   | 5º   |
| 2019-20  | Spark-BMW iFE.20           | M     |    |                        | DIR | DIR | SAN | MEX | MAR | BER | BER | BER | BER | BER | BER |     |     |     |     |     | 118   | 5º   |
| 2019-20  | Spark-BMW iFE.20           | M     | 27 | Alexander Sims         | 8   | 1   | Rit | 5   | NC  | 9   | 19  | 10  | 13  | 11  | 13  |     |     |     |     |     | 118   | 5º   |
| 2019-20  | Spark-BMW iFE.20           | M     | 28 | Maximilian Günther     | 11  | 18  | 1   | 11  | 2G  | SQ  | Rit | 1   | Rit | Rit | 12  |     |     |     |     |     | 118   | 5º   |
| 2020-21  | Spark-BMW iFE.21           | M     |    |                        | DIR | DIR | ROM | ROM | VAL | VAL | MON | PUE | PUE | NYC | NYC | LON | LON | BER | BER |     | 157   | 6°   |
| 2020-21  | Spark-BMW iFE.21           | M     | 28 | Maximilian Günther     | Rit | Rit | 9   | 5   | Rit | 12  | 5   | 12  | 7   | 1   | 10  | 8   | 6   | 8   | 15  |     | 157   | 6°   |
| 2020-21  | Spark-BMW iFE.21           | M     | 27 | Jake Dennis            | 12  | Rit | Rit | 13  | 8   | 1   | 16  | 5   | 5G  | Rit | 16  | 1   | 9   | 5   | Rit |     | 157   | 6°   |
| 2021-22  | Spark-BMW iFE.21           | M     |    |                        | DIR | DIR | MEX | ROM | ROM | MON | BER | BER | GIA | MAR | NYC | NYC | LON | LON | SEO | SEO | 150   | 6°   |
| 2021-22  | Spark-BMW iFE.21           | M     | 27 | Jake Dennis            | 3   | 5   | 10  | 13  | Rit | 9   | 13  | 13  | 6   | 7   | 10  | 8   | 1   | 2   | 4   | 3   | 150   | 6°   |
| 2021-22  | Spark-BMW iFE.21           | M     | 28 | Oliver Askew           | 9   | 11  | 17  | 14  | 15  | 17  | 15  | 15  | 13  | 11  | 19  | Rit | 4   | Rit | Rit | 5   | 150   | 6°   |
| 2022-23  | Spark-Porsche 99X Electric | H     |    |                        | MEX | DIR | DIR | HYD | CAP | SAP | BER | BER | MON | GIA | GIA | POR | ROM | ROM | LON | LON | 252   | 3º   |
| 2022-23  | Spark-Porsche 99X Electric | H     | 27 | Jake Dennis            | 1   | 2   | 2   | 16  | 13  | Rit | 18  | 2   | 3   | 2   | 2   | 2   | 4   | 1   | 2   | 3   | 252   | 3º   |
| 2022-23  | Spark-Porsche 99X Electric | H     | 36 | André Lotterer         | 4   | 9   | 14  | 9   | 7   | 12  | 8   | 21  | Rit |     |     | 19  | Rit | Rit | 13  | 21  | 252   | 3º   |
| 2022-23  | Spark-Porsche 99X Electric | H     | 36 | David Beckmann         |     |     |     |     |     |     |     |     |     | 16  | Rit |     |     |     |     |     | 252   | 3º   |
| 2023-24  | Spark-Porsche 99X Electric | H     |    |                        | MEX | DIR | DIR | SAP | TOK | MIS | MIS | MON | BER | BER | SHA | SHA | POR | POR | LON | LON | 169   | 5º   |
| 2023-24  | Spark-Porsche 99X Electric | H     | 1  | Jake Dennis            | 9   | 1   | 12  | 5   | 3   | 2   | 2   | 20  | Rit | 5   | 5   | 11  | 6   | 10  | 16  | Rit | 169   | 5º   |
| 2023-24  | Spark-Porsche 99X Electric | H     | 17 | Norman Nato            | 10  | 6   | 16  | 17  | 6   | 7   | 16  | 10  | 18  | 19  | 14  | 3   | 13  | 7   | 10  | 12  | 169   | 5º   |
| 2024-25  | Spark-Porsche 99X Electric | H     |    |                        | SAP | MEX | GED | GED | MIA | MON | MON | TOK | TOK | SHA | SHA | GIA | BER | BER | LON | LON | 106   | 6°   |
| 2024-25  | Spark-Porsche 99X Electric | H     | 27 | Jake Dennis            | Rit | 4   | 20  | 4   | 9   | 3   | 9   | SQ  | 4   | 17  | 17  | 17  |     |     |     |     | 106   | 6°   |
| 2024-25  | Spark-Porsche 99X Electric | H     | 51 | Nico Müller            | Rit | 9   | Rit | 11  | 4   | 5   | Rit | 12  | 11  | 15  | 6   | 3   |     |     |     |     | 106   | 6°   |

| Legenda | 1º posto                | 2º posto        | 3º posto            | A punti      | Senza punti | Grassetto=Pole position Corsivo=Giro più veloce |
| Legenda | Solo prove/Terzo pilota | Non qualificato | Ritirato/Non class. | Squalificato | Non partito | Grassetto=Pole position Corsivo=Giro più veloce |

- G: Pilota col giro più veloce nel gruppo di qualifica.
- *: Fanboost